# Architecture du Bengale
L'architecture du Bengale, région qui comprend aujourd’hui le Bangladesh, le Bengale occidental, le Tripura et la vallée de Barak en Assam, a une longue et riche histoire, mélangeant des éléments indigènes du sous-continent indien avec des influences de différentes parties du monde. Le style bungalow est une exportation architecturale du Bengale. Les tours d'angle des édifices religieux bengalis ont été reproduites dans l'Asie du Sud-Est médiévale. Les toits incurvés bengalis, adaptés aux très fortes pluies, ont été adoptés par l'architecture indo-islamique et utilisés de manière décorative ailleurs dans le nord de l'Inde dans l'architecture moghole.
Le Bengale manque de bonnes pierres pour la construction, et l'architecture traditionnelle bengali utilise principalement de la brique et du bois. Les plaques décoratives sculptées ou moulées en terre cuite en sont une particularité reconnaissable. La brique en terre cuite est extrêmement durable et les anciens bâtiments désaffectés ont souvent été utilisés comme une source pratique de matériau de construction par les populations locales.

## Antiquité et bouddhisme

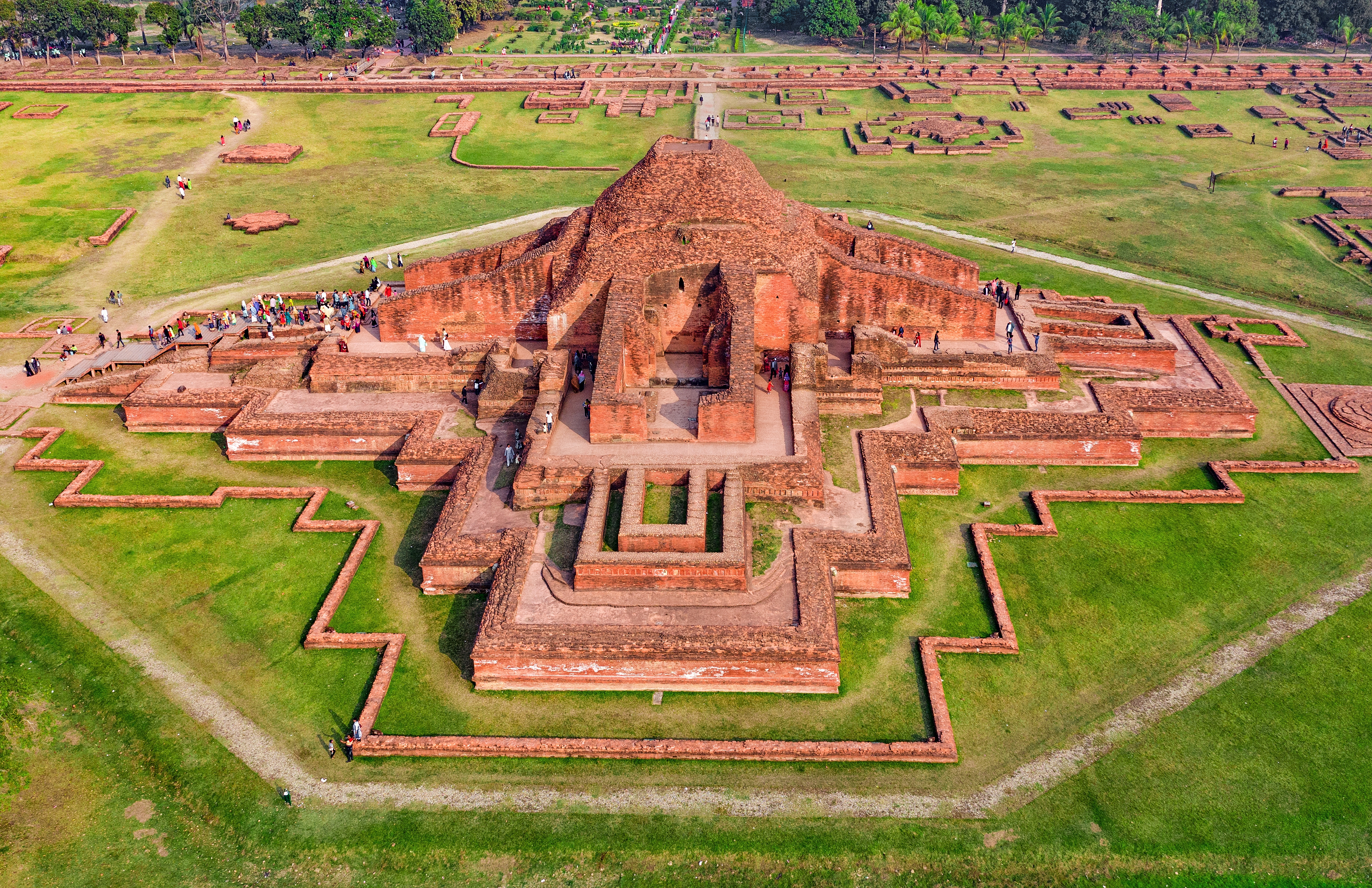
Ruines du stupa bouddhiste central du Grand Vihara de Somapura dans le Bangladesh moderne, construit vers 800.

L'architecture bengali ancienne atteint son apogée sous l'empire Pala (750-1120). La plupart des bâtiments concernés sont des viharas bouddhistes, des temples et des stupas. Le monument le plus célèbre construit par les empereurs Pala est le Grand Vihara de Somapura, maintenant un site du patrimoine mondial de l' UNESCO. Le lieu a pu servir de modèle aux architectes d'Angkor Wat au Cambodge. 

## Périodes médiévales et début de l'époque moderne

### Hindouisme et jaïnisme

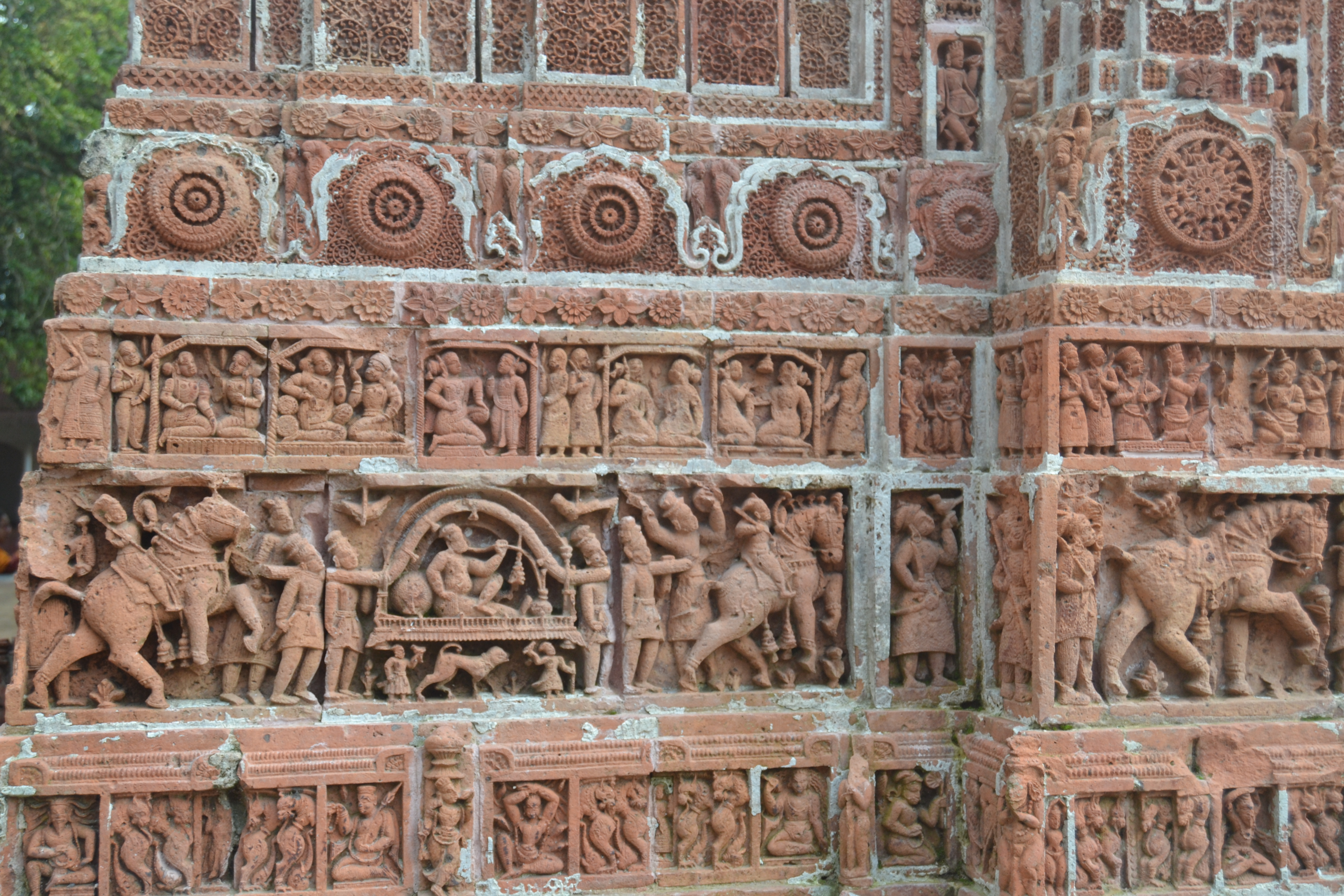
Relief en terre cuite au temple de Kantanagar

Les temples hindous avant la conquête musulmane (à partir de 1204) sont relativement petits. La dynastie Sena construit le temple Dhakeshwari, relativement modeste à Dhaka. Rénové plusieurs fois, il est désormais le temple national du Bangladesh.
Le terme deula, deul ou deoul est utilisé pour un style d'architecture de temple jaïn et hindou du Bengale, où le temple n'a pas le mandapa habituel à côté du sanctuaire principal, et l'unité principale se compose uniquement du sanctuaire et d'un deul au-dessus. Ce type de temple apparaît entre le VIe et le Xe siècle ; il revient à la mode au XVIe au XIXe siècle.
À d'autres égards, ces temples sont similaires à l'architecture Kalinga de l’État d’Odisha, où le terme est également utilisé pour ce qu'on appellerait un shikhara ailleurs dans le nord de l'Inde. Les derniers représentants de ce style sont généralement plus petits et incluent des éléments influencés par l'architecture islamique. 
La plupart des temples encore en bon état datent du XVIIe siècle environ. La tendance à reconstruire et rénover des temples s'était interrompue après la conquête musulmane au XIIIe siècle et recommence à cette époque. Le style de toiture de l'architecture des temples hindouistes bengalis est unique et étroitement lié au style de construction traditionnel à toit de riz du Bengale rural. Cette tendance à l’improvisation et à l’adoption de tendances différentes est souvent attribuée à une pénurie locale de prêtres brahmanes experts pour expliquer les règles en théorie rigide de l’architecture des temples. De même, les reliefs en terre cuite représentent souvent des sujets profanes.
Les styles de toiture comprennent le jor-bangla, le do-chala, le char-chala, l'at-chala et l'ek-ratna. Le type do-chala n'a que deux pointes de toit suspendues de chaque côté d'un toit divisé au milieu par une ligne de crête ; dans le rare type char-chala, les deux moitiés de toit sont fusionnées en une seule unité et ont une forme de dôme ; le type at-chala est à deux étages et a huit coins de toit.

Dans les temples plus grands et plus récents, de petites tours s'élèvent du centre ou des coins du toit incurvé. Elles sont rectilignes, souvent avec des toits coniques, et ressemblent peu à un temple shikara typique du nord de l'Inde. Les styles pancharatna ("cinq tours") et navaratna ("neuf tours") sont des variétés de ce type. 

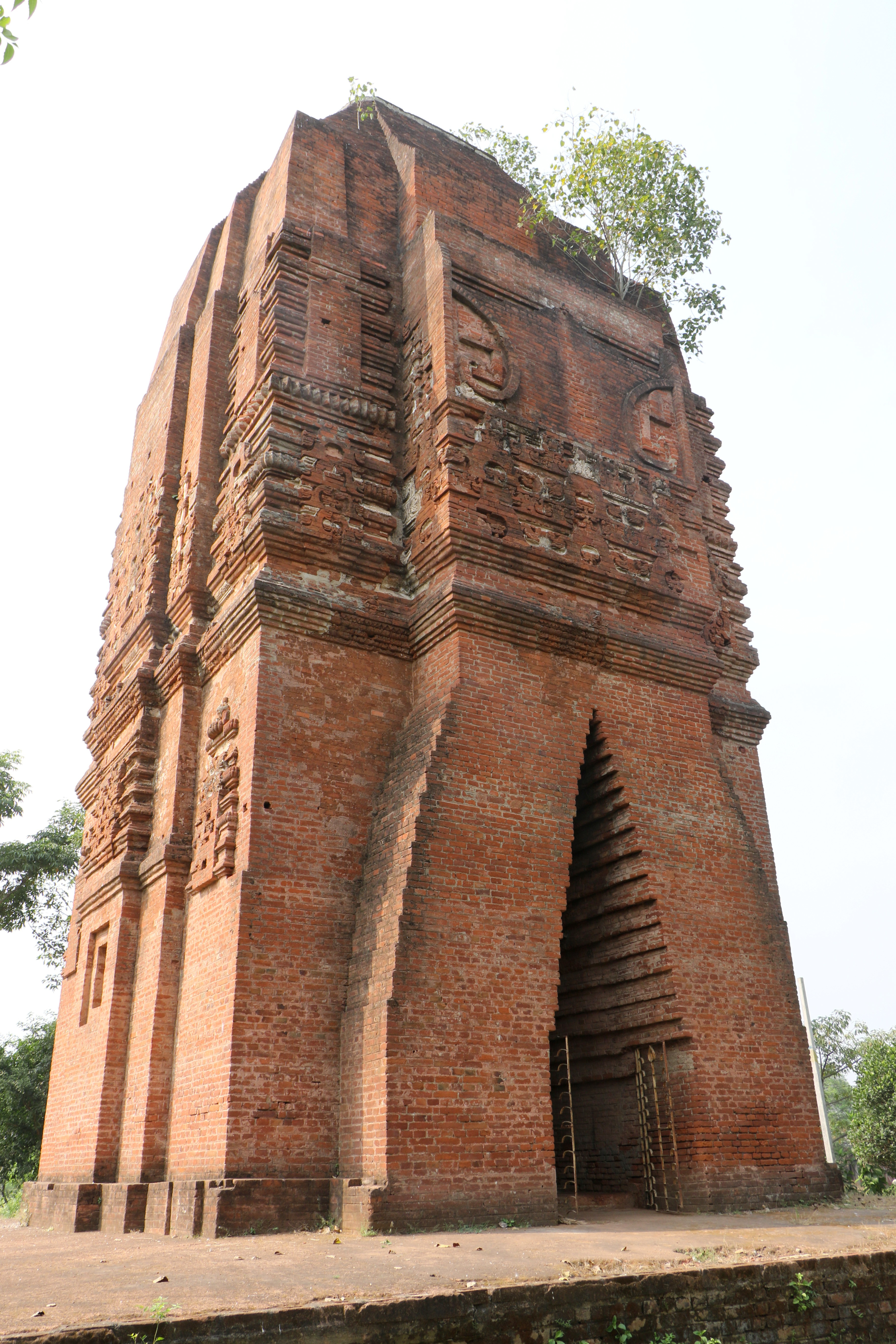
Un temple deul jaïniste
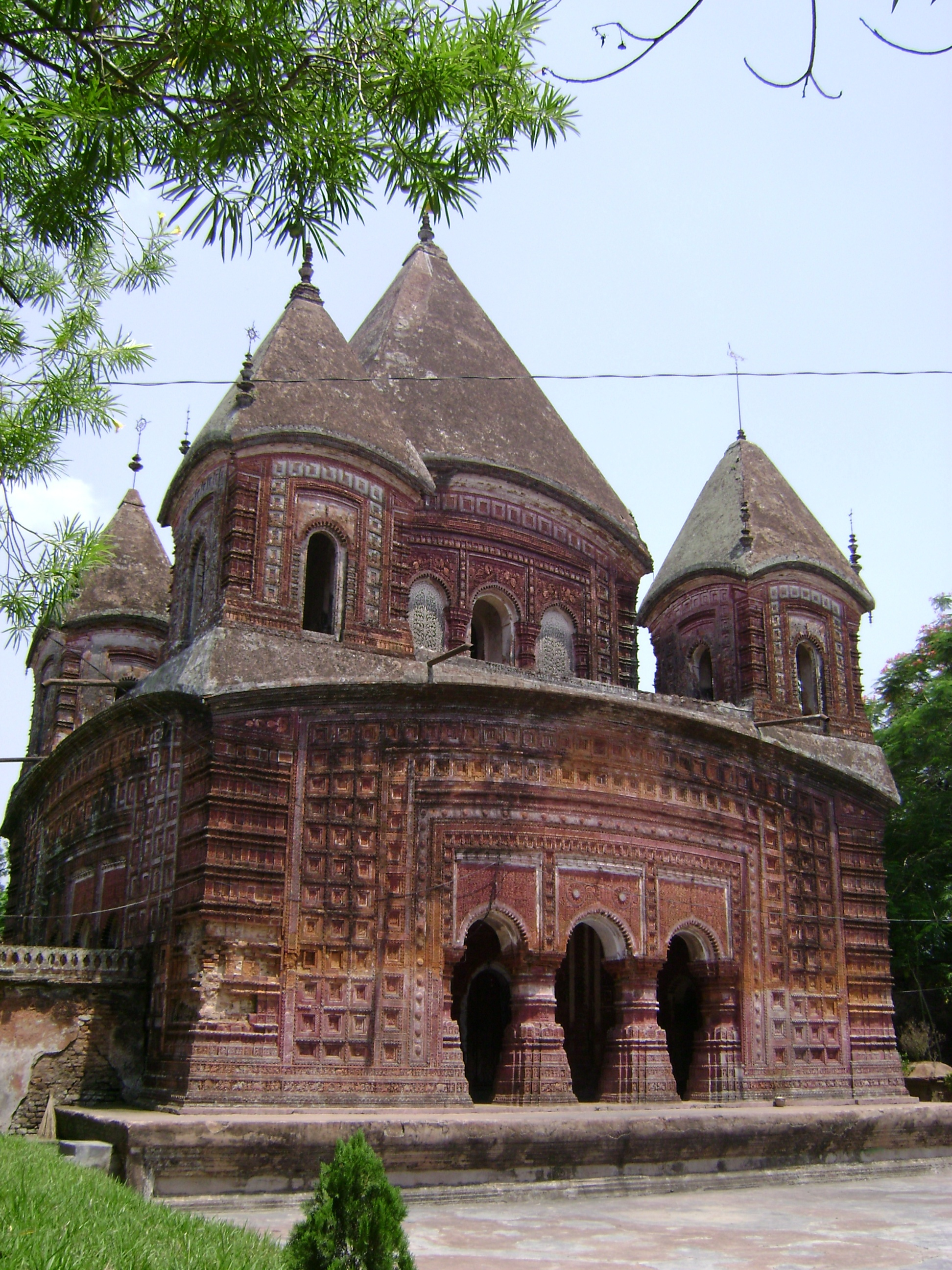
Un temple Pancharatna
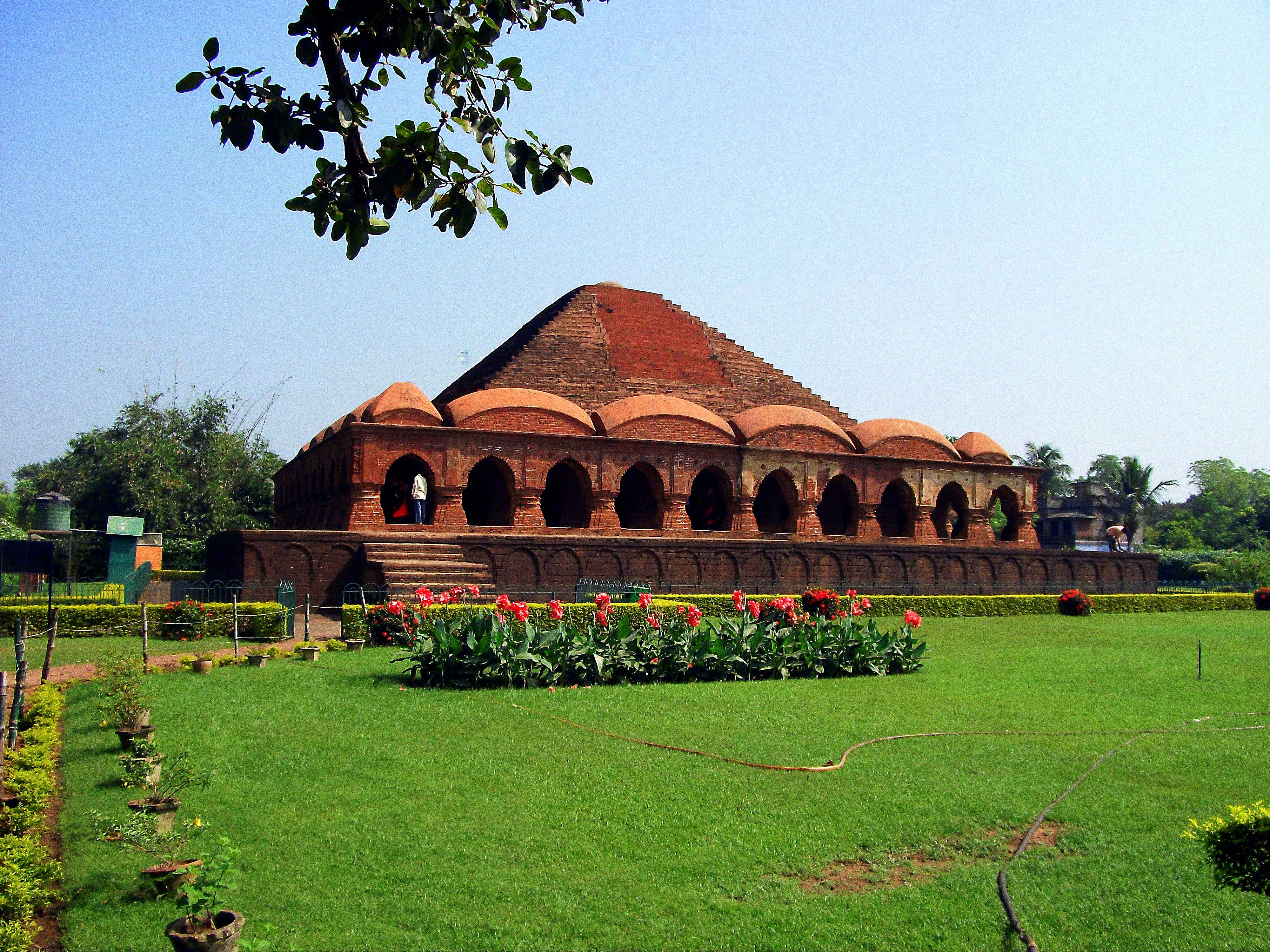
Une plateforme rituelle
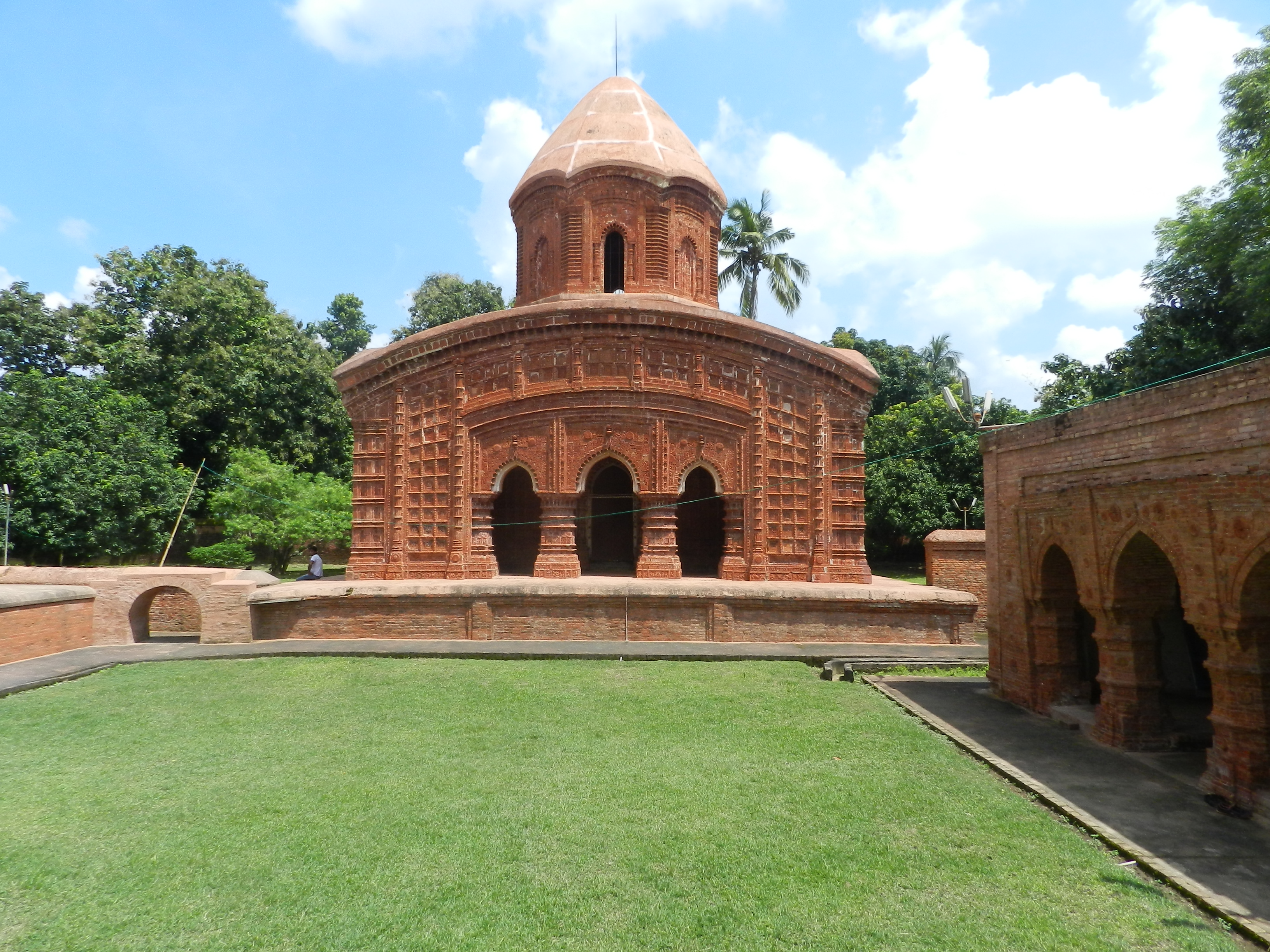
Temple de Ram Chandra à Guptipara
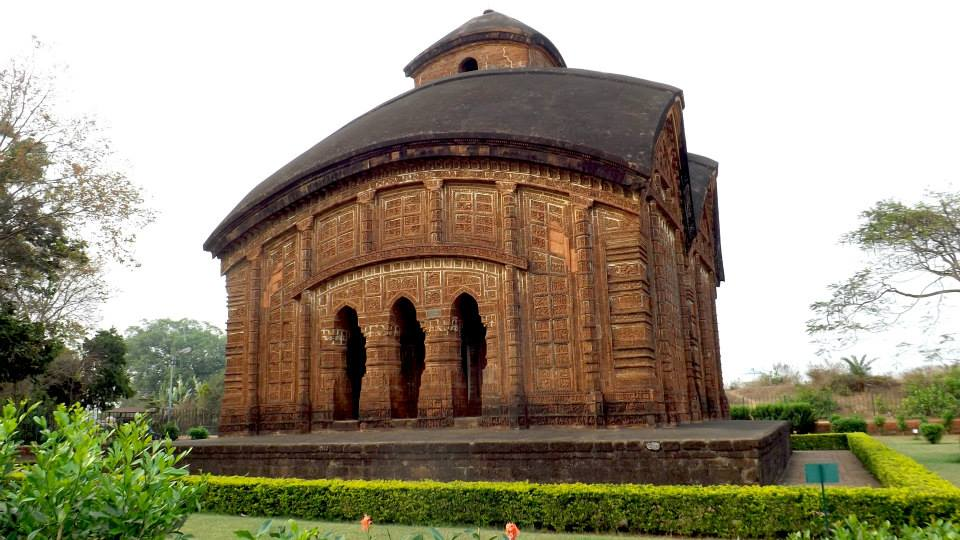
Jor-bangla présente un toit incurvé de style Do-chala

### Islamique

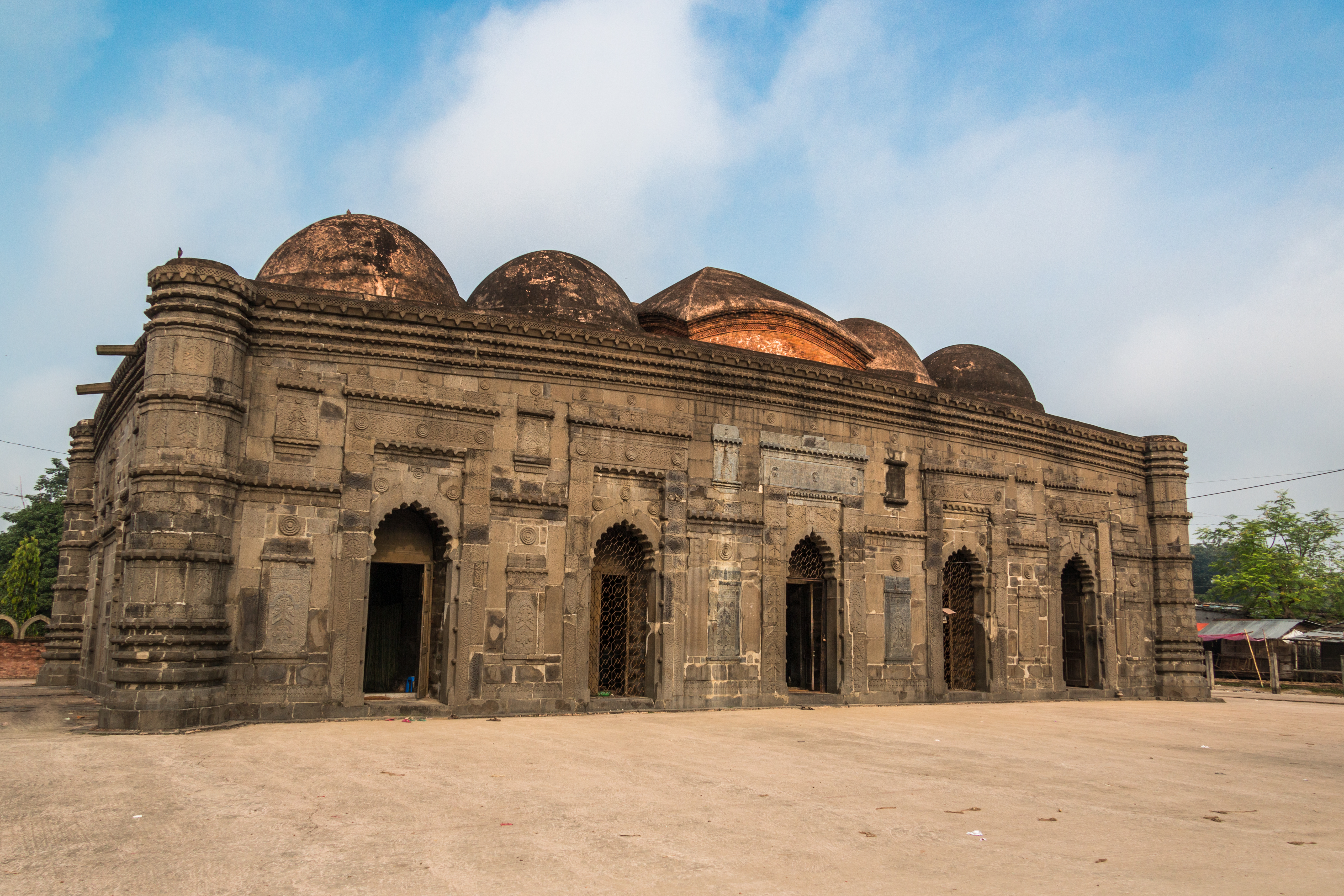
Mosquée Choto Sona (vers 1500)

L'architecture indo-islamique au Bengale peut être vue à partir du XIIIe siècle, mais jusqu’à l’époque moghole, elle reflète seulement les traditions locales. La plus ancienne mosquée survivante est construite pendant le sultanat de Delhi. L'architecture des mosquées de la période indépendante du Sultanat du Bengale (XIVe, XVe et XVIe siècles) représente l'élément le plus important de l'architecture islamique du Bengale. Ce style régional distinctif s'inspire de l'architecture vernaculaire indigène à la région, notamment des toits de chala incurvés, des tours d'angle et des sculptures florales complexes. Les mosquées de l'ère du sultanat comportent plusieurs dômes ou un seul dôme, des mihrabs et des minbars richement conçus et une absence de minarets. Les briques d'argile et de terre cuite sont les matériaux les plus largement utilisés, mais la pierre est commune dans la région de Rarh. Le style Sultanat comprend également des passerelles et des ponts. 

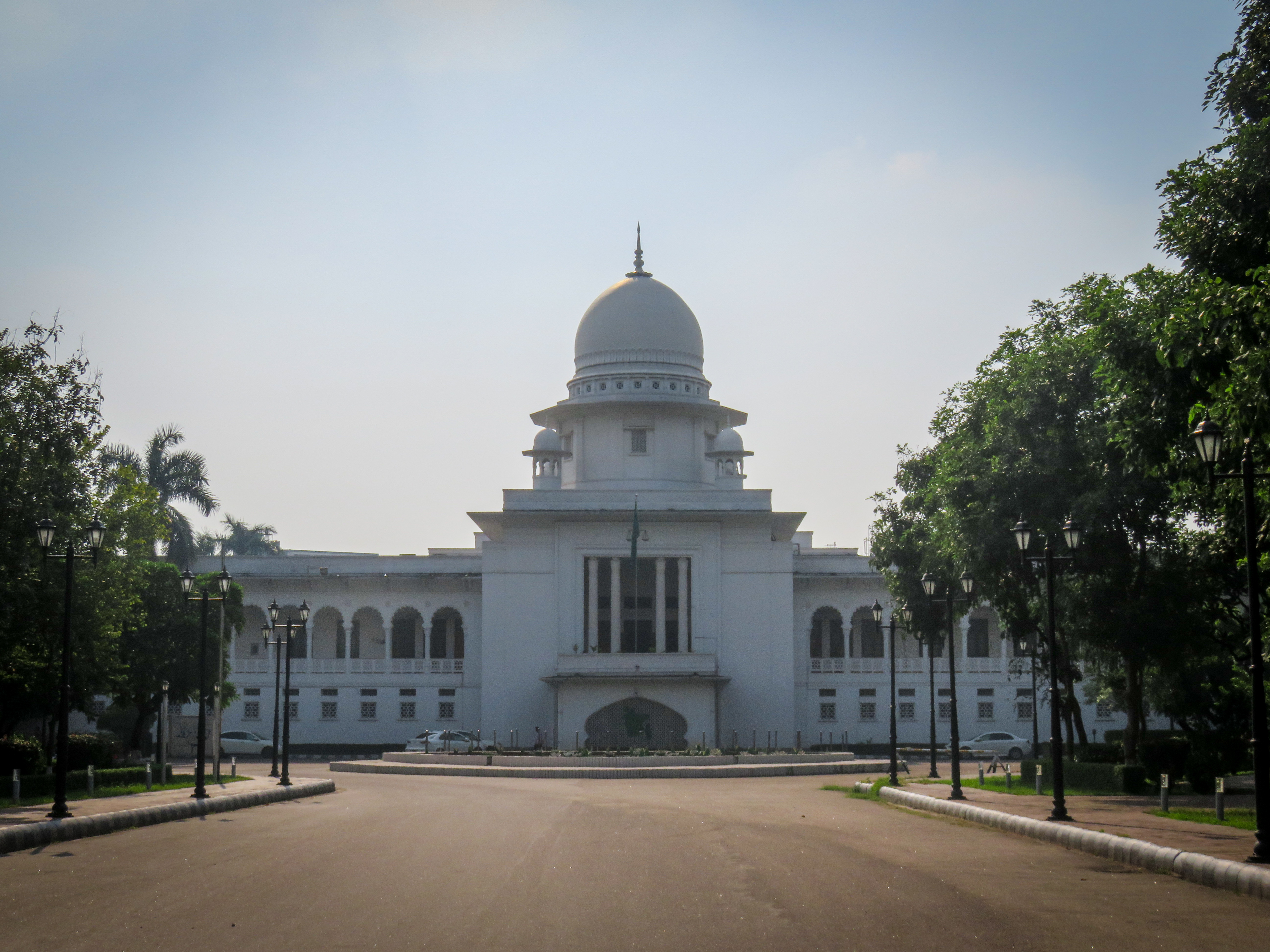
Tribunal de Dacca

Le Bengale moghol a vu se répandre l’architecture moghole dans la région, notamment des forts, des havelis, des jardins, des caravansérails, des hammams et des fontaines. Les mosquées mogholes bengali ont également développé un style provincial distinct, surtout à Dhaka et Murshidabad. Les Moghols copient notamment leur tradition du toit do-chala en Inde du Nord. 

#### Sultanat du Bengale

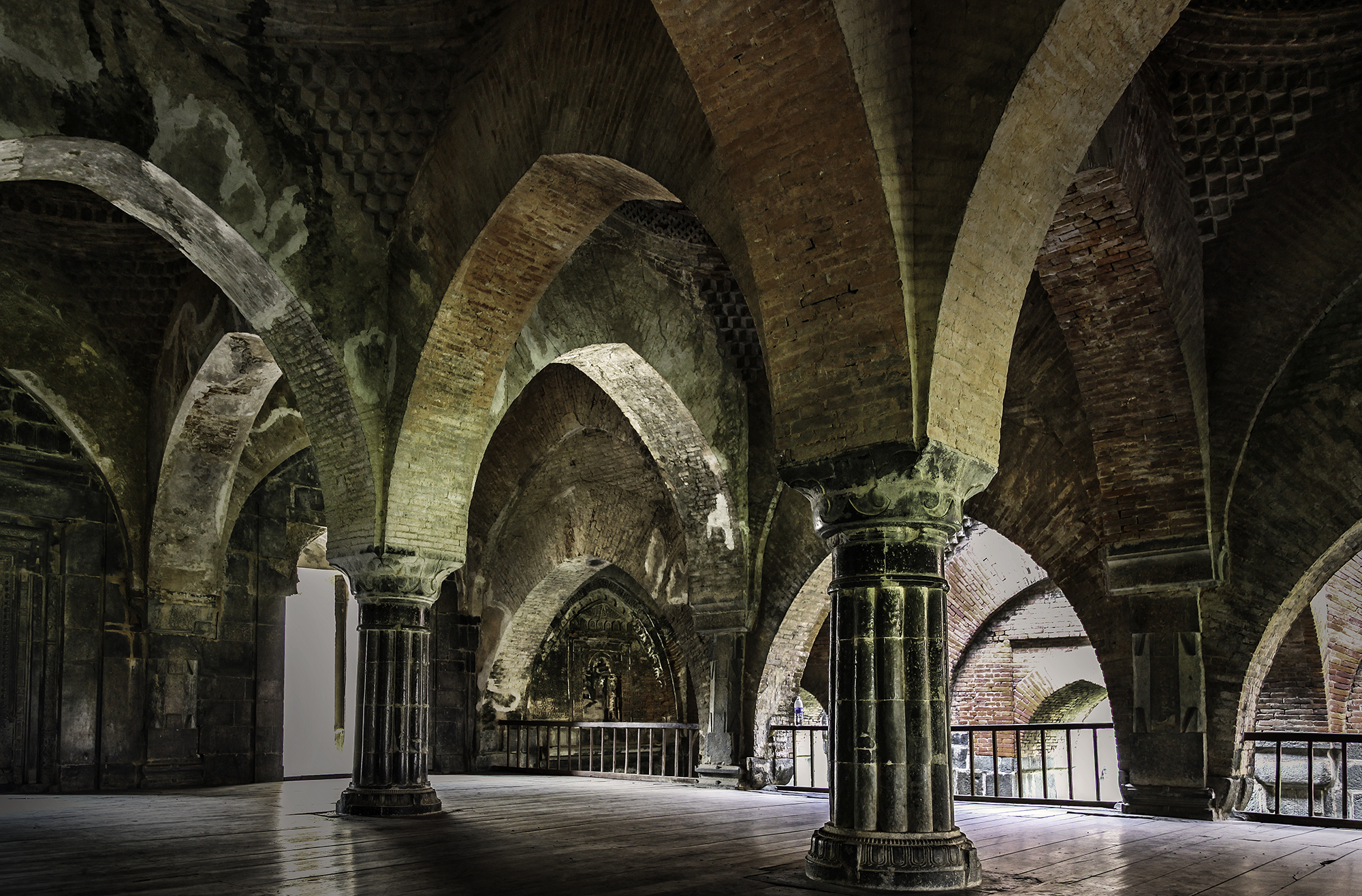
Intérieur de la salle hypostyle de la mosquée Adina

Le sultanat du Bengale (1352-1576) utilise la brique comme matériau de construction principal. La pierre doit être importée dans la majeure partie du Bengale, alors que l'argile pour les briques est abondante. La pierre est cependant utilisée pour les colonnes et les reliefs ; souvent, on les ôte de temples hindouistes ou bouddhistes pour les installer dans les mosquées. Le mausolée Eklakhi du début du XVe siècle est souvent considéré comme le plus ancien bâtiment islamique carré à dôme unique survivant au Bengale ; à l’époque, cette forme est le standard des petites mosquées et des mausolées. Il existe cependant une petite mosquée à Molla Simla, Hooghly, qui date probablement de 1375. Le mausolée Eklakhi, plus grand, présente plusieurs caractéristiques courantes dans le style bengal, notamment une corniche légèrement incurvée, de grands contreforts décoratifs ronds et une décoration en brique de terre cuite. 
Ces caractéristiques sont également visibles dans la mosquée Choto Sona (construite vers 1500), qui est en pierre, ce qui est inhabituel pour le Bengale, mais partage le style bengali classique et inclut des dômes et un toit incurvé propres à la région. Pour les plus grandes mosquées, les architectes bengalis multiplient le nombre de dômes, avec une formule à neuf dômes (trois rangées de trois) qu’on retrouve dans quatre temples, tous au XVe ou XVIe siècle et situés au Bangladesh actuel. D’autres temples avec plus de dômes existent également.
Les deux capitales du sultanat du Bengale, d'abord Pandua, puis à partir de 1450 Gaur, sont laissés à l’abandon peu après la conquête du sultanat par les Moghols en 1576, laissant de nombreux grands édifices, pour la plupart religieux. Les matériaux des bâtiments séculaires sont recyclés pour de nouvelles constructions.

La mosquée Adina (1374-1375) est très grande, ce qui est inhabituel au Bengale, avec une salle centrale voûtée en berceau flanquée de zones hypostyles. C'est probablement la plus grande mosquée du sous-continent et elle s'inspire du Taq-e Kisra de Ctesiphon, en Irak, ainsi que de la mosquée des Omeyyades de Damas. Les fortes pluies au Bengale nécessitent de grands espaces couverts, et la mosquée à neuf dômes, qui permet de couvrir une grande surface, y est plus populaire que partout ailleurs. Une fois le Bengale devenu solidement islamique, certaines caractéristiques locales ont continué, en particulier dans les petits bâtiments, mais les Moghols ont utilisé leur style habituel dans les commissions impériales. 

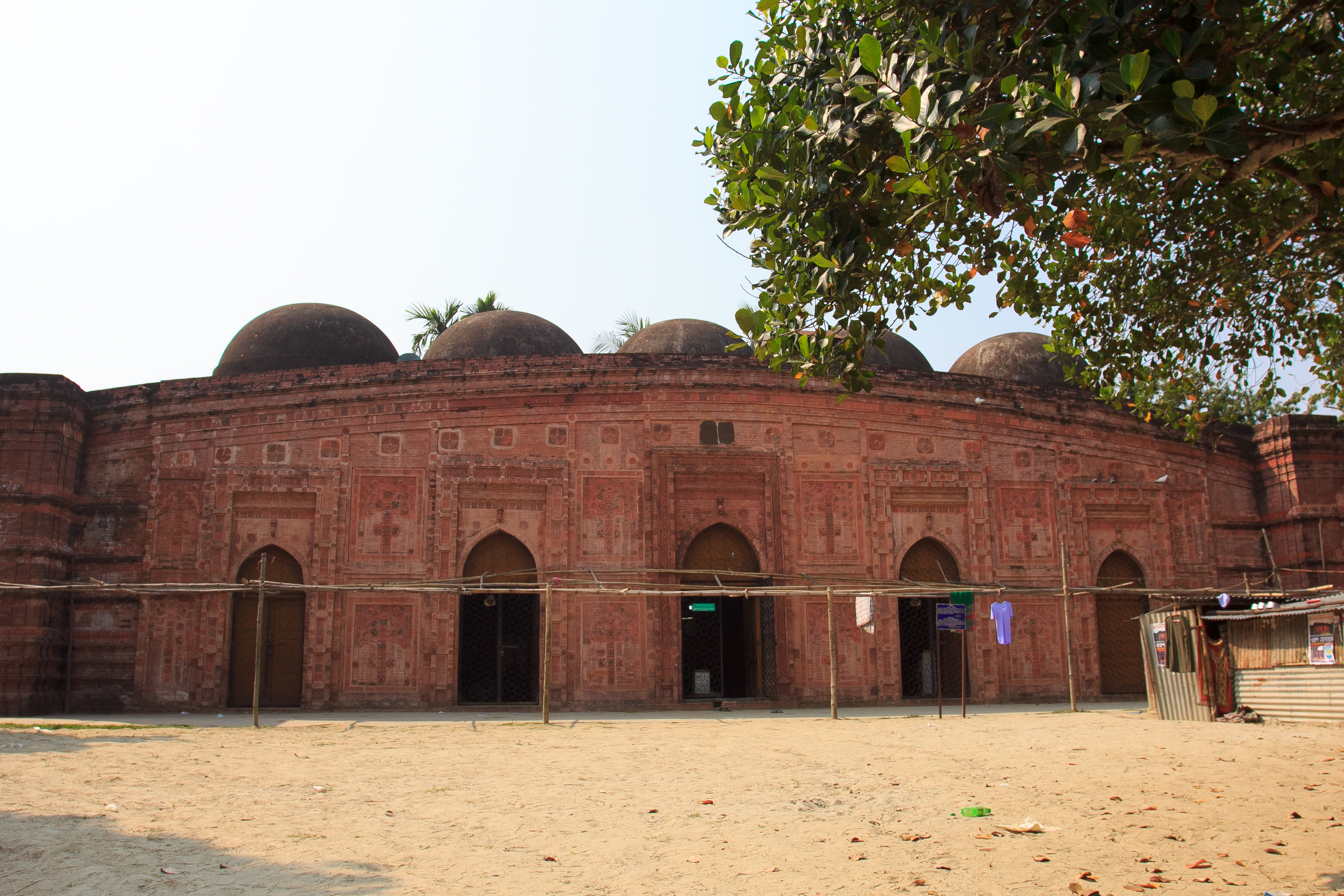
Mosquée de l'époque du Sultanat à plusieurs dômes
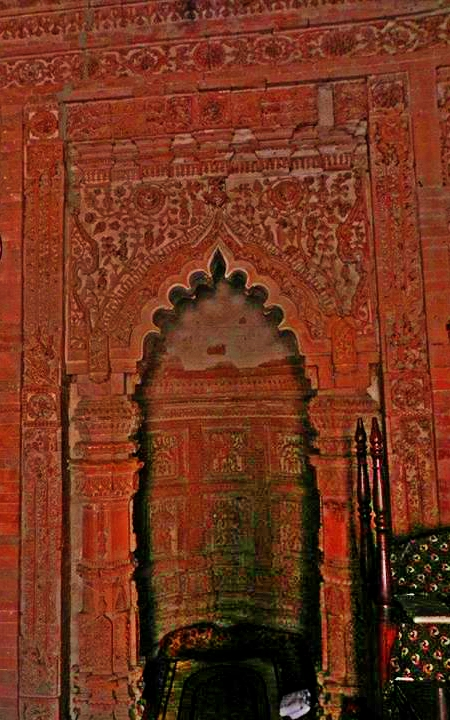
Un mihrab bengali
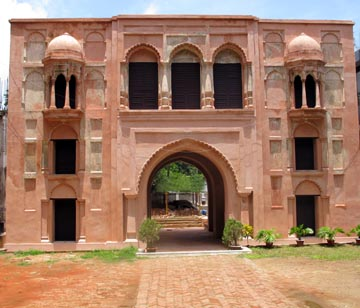
Un haveli du XVIIe siècle dans le vieux Dhaka
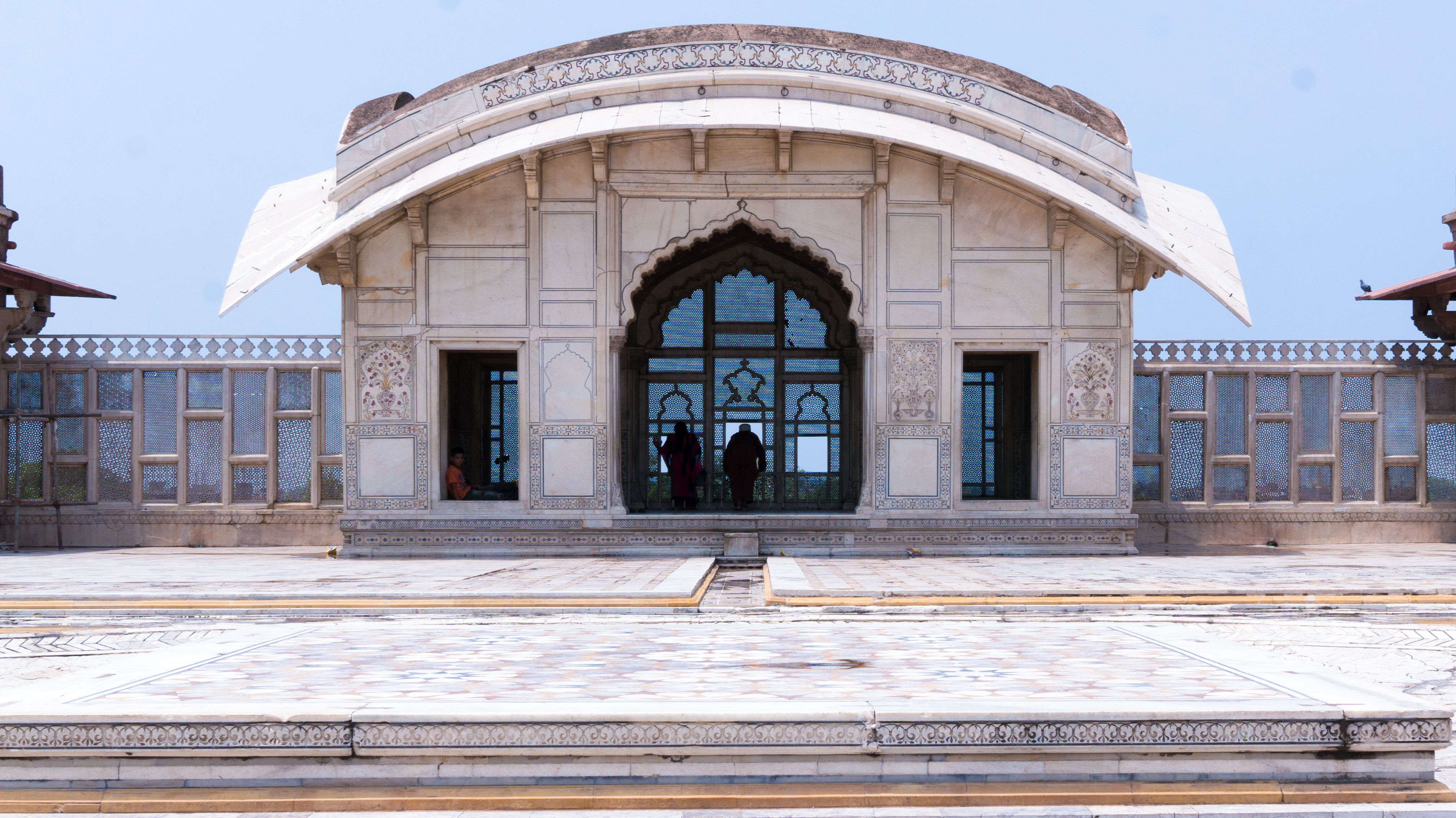
Le pavillon Naulakha au fort de Lahore au Pakistan affiche le toit distinctif de style bengali Do-chala.
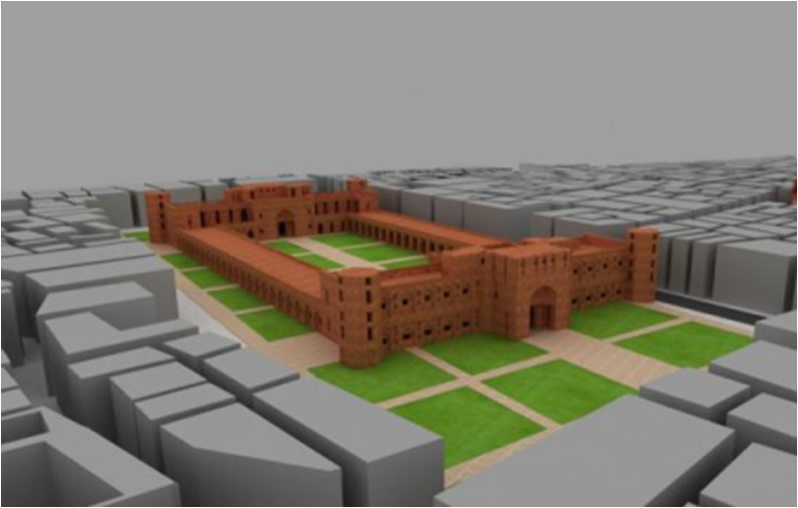
Modèle 3D du Bara Katra (Grand Caravansérail de Dhaka) reconstruit de l'ère moghole
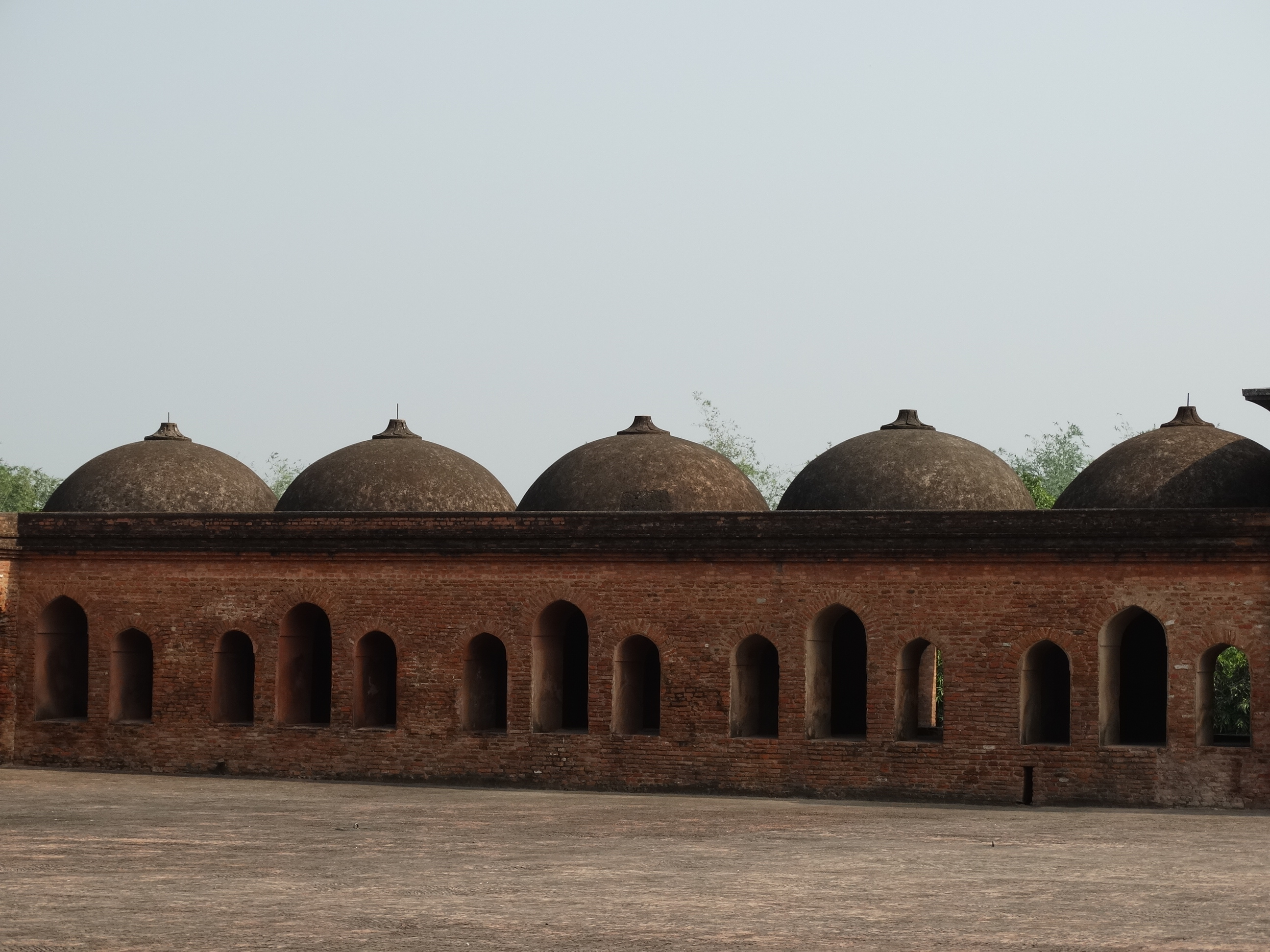
Dômes de l'ère moghole à Murshidabad
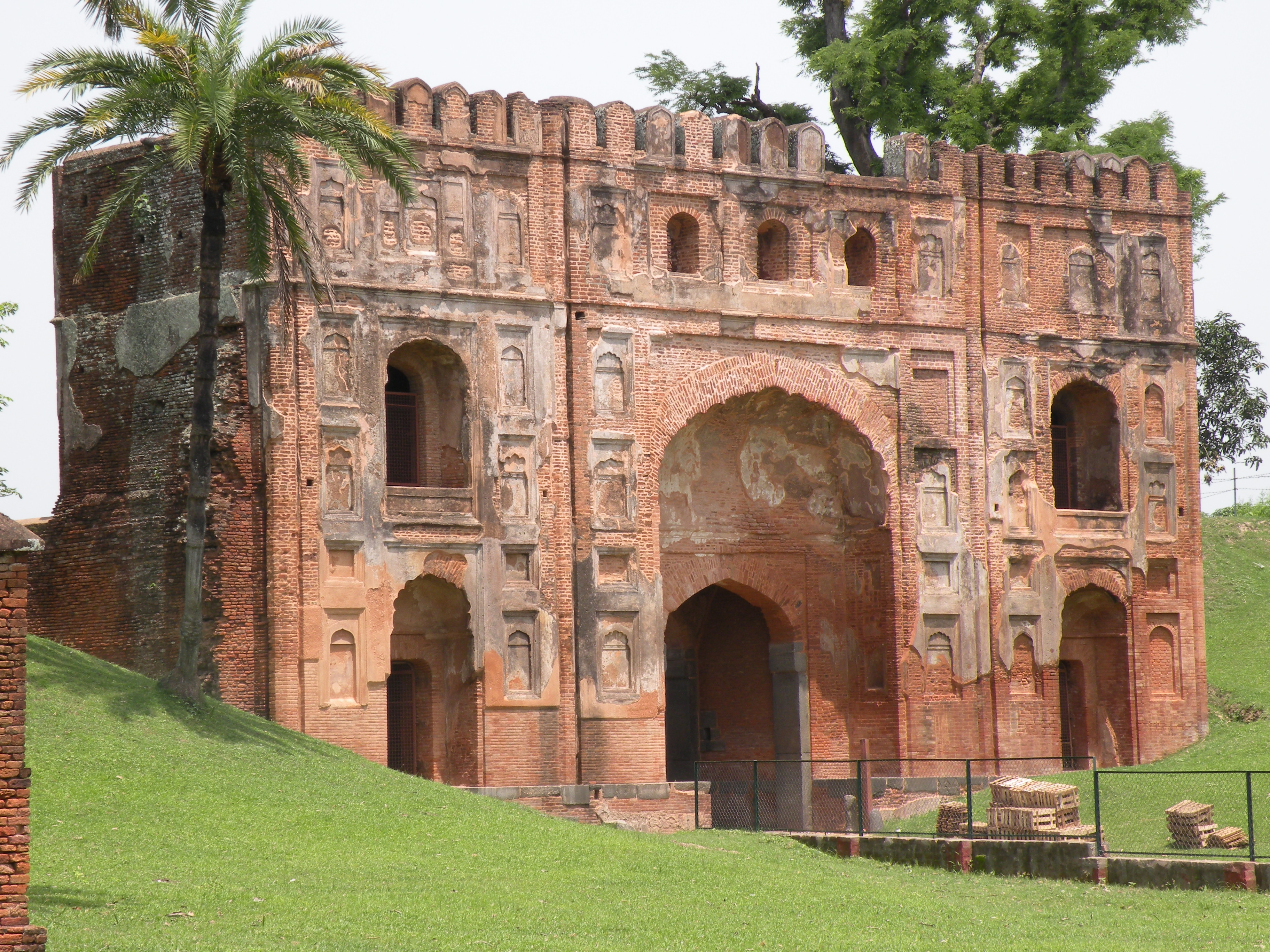
Une passerelle d'époque Sultanat
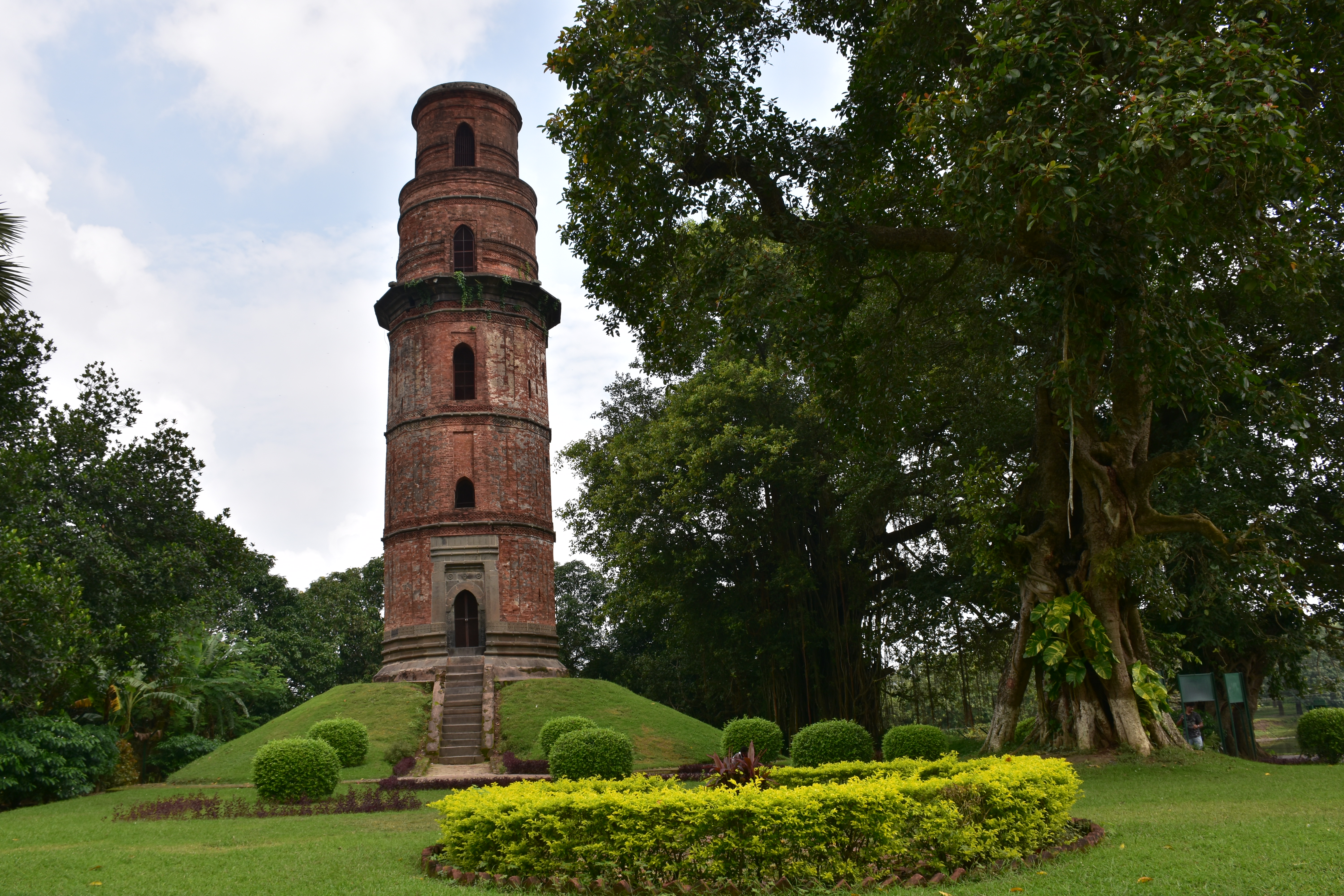
Un minaret autonome de l'époque du Sultanat
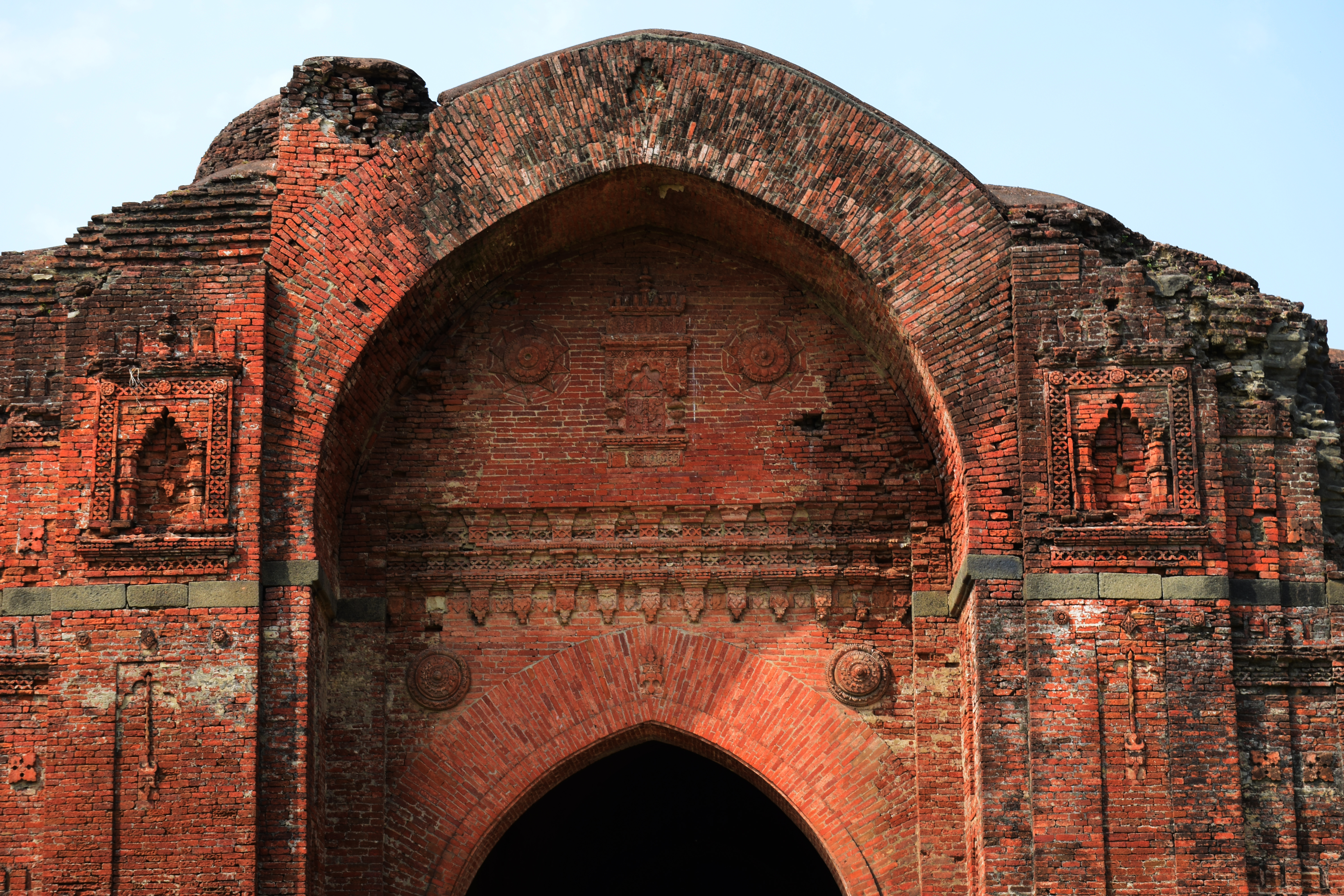
Une arche d'époque Sultanat
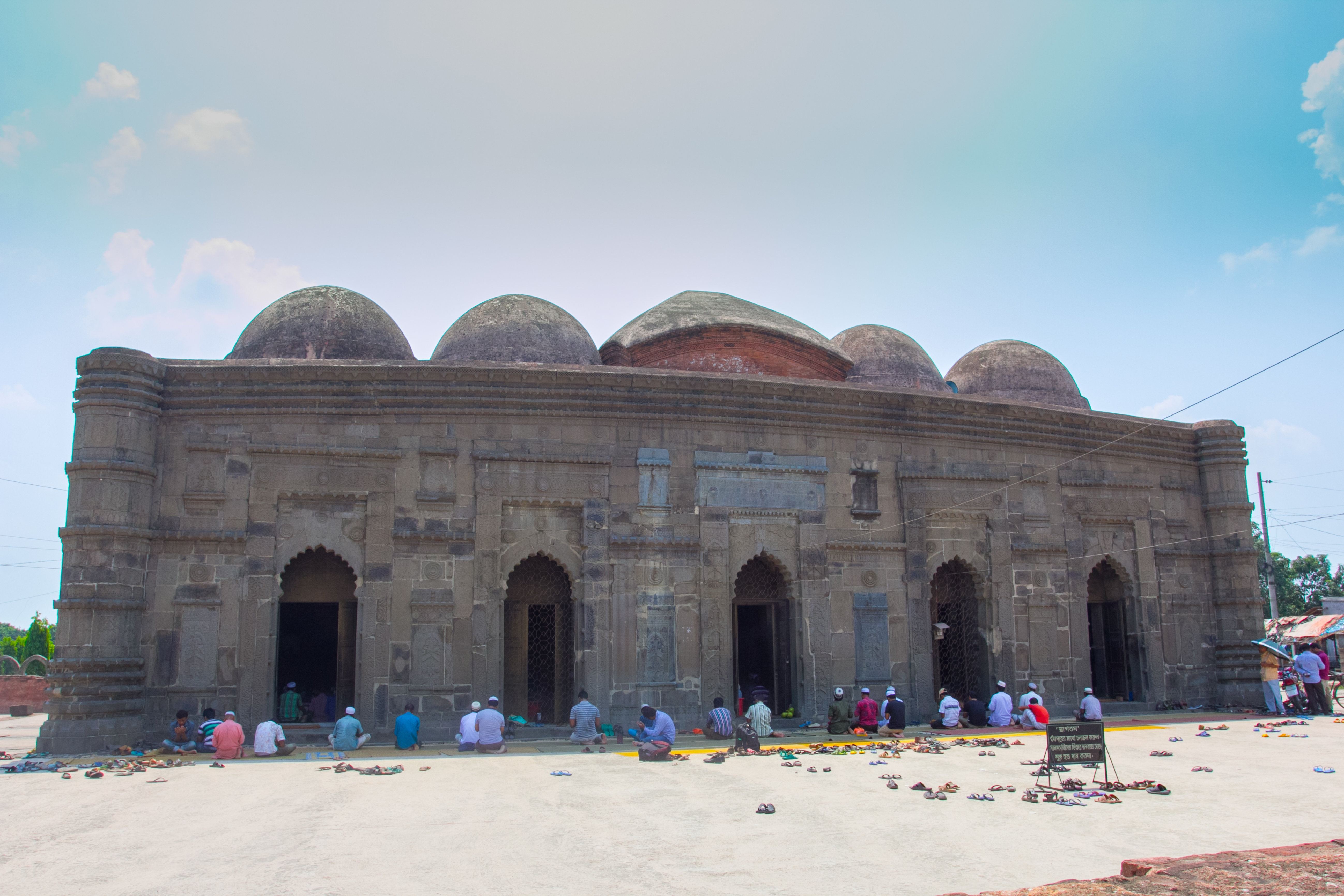
Une mosquée en pierre de l'époque du Sultanat
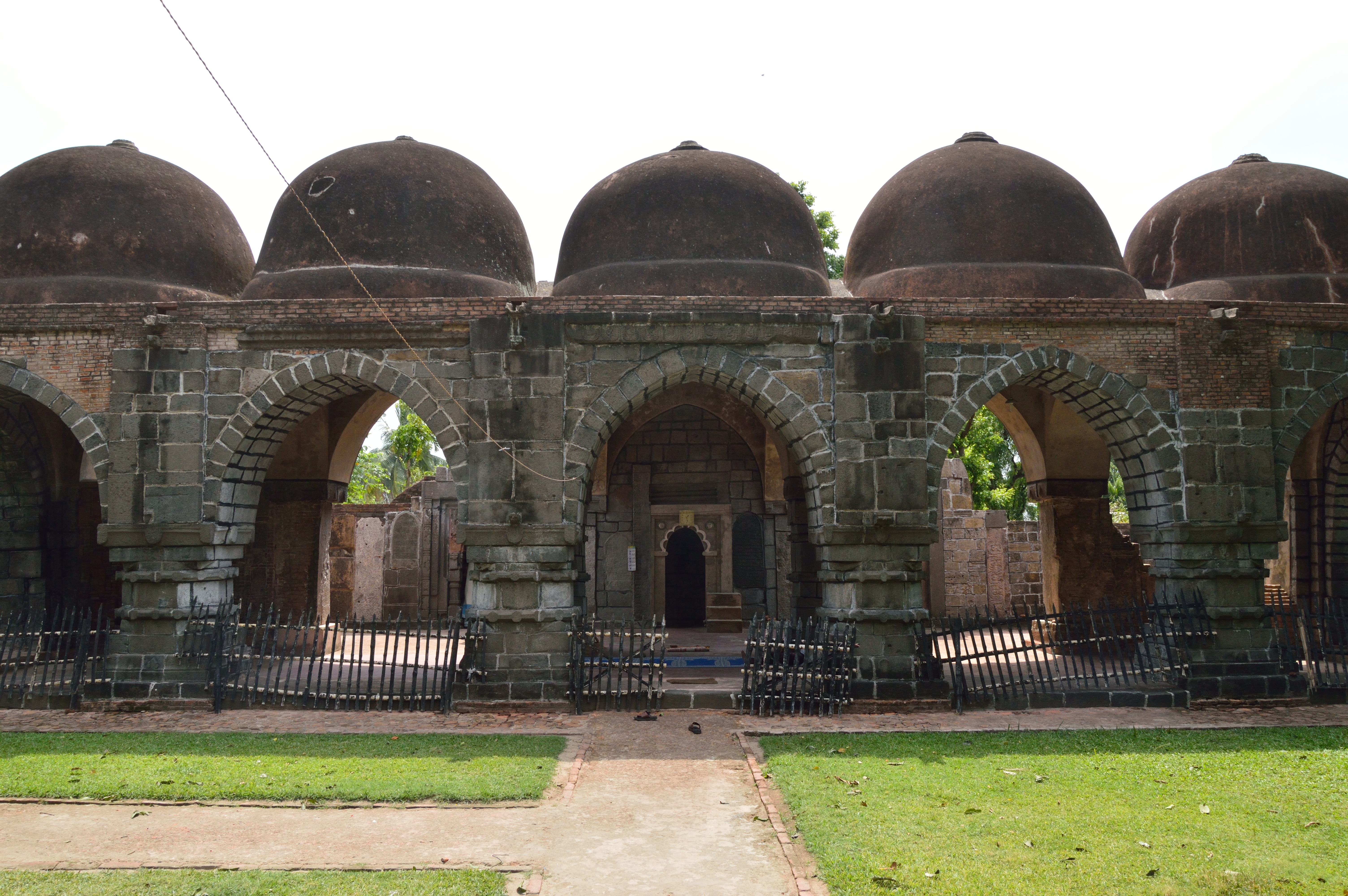
Une mosquée et un tombeau de l'ère du Sultanat
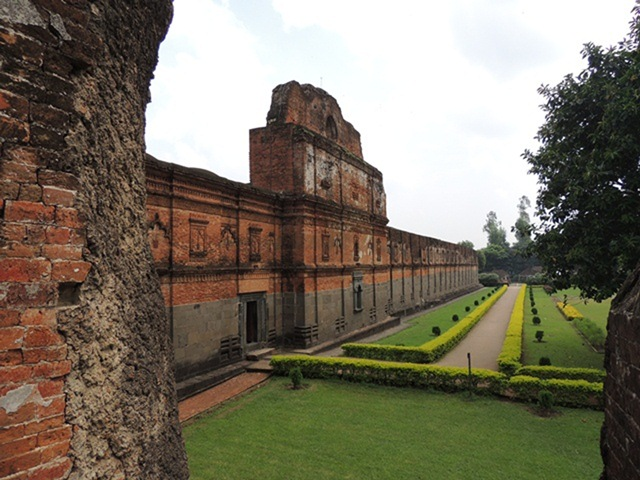
La mosquée Adina de l' ère Sultanat
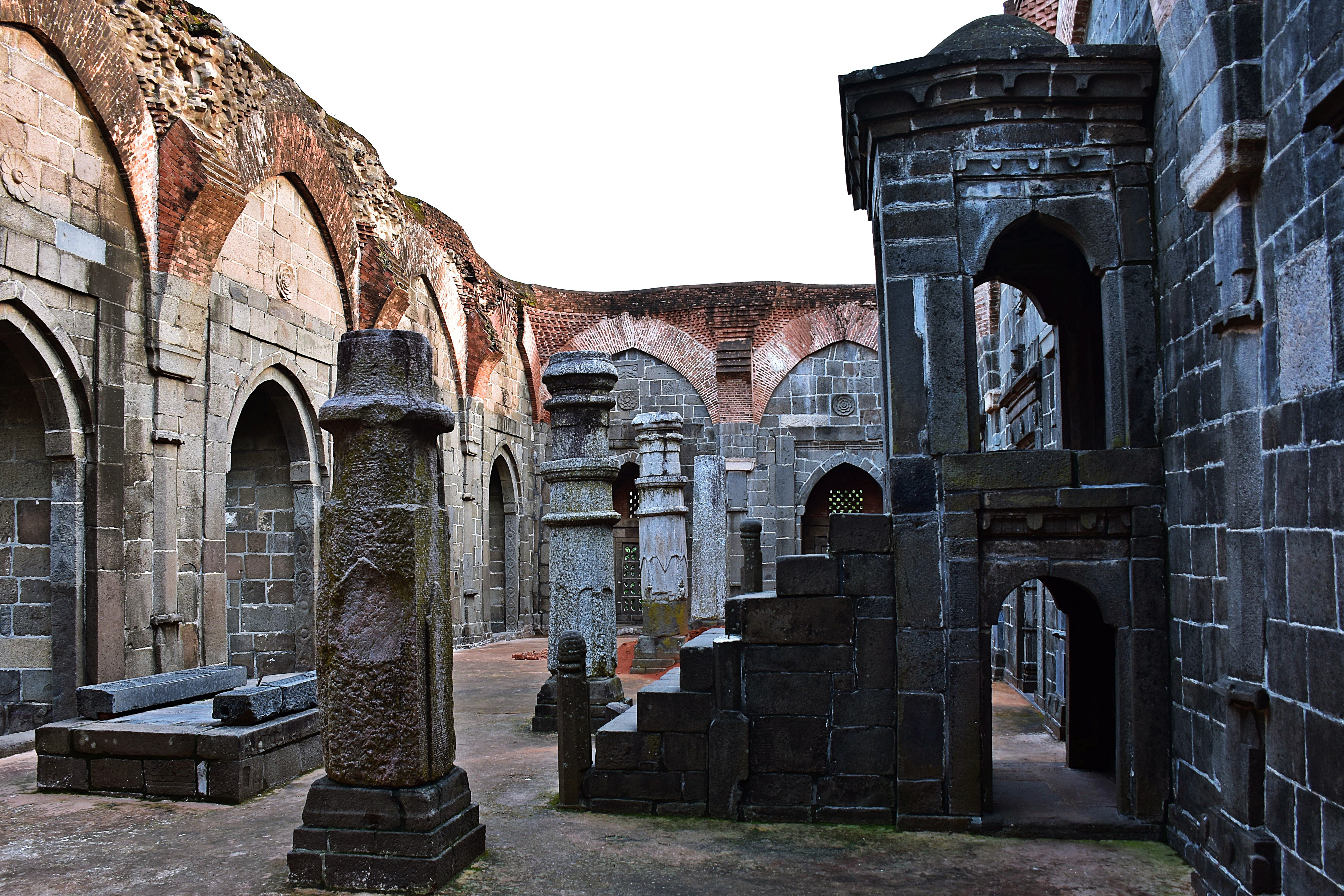
Intérieur d'une mosquée impériale d'ère de Sultanat
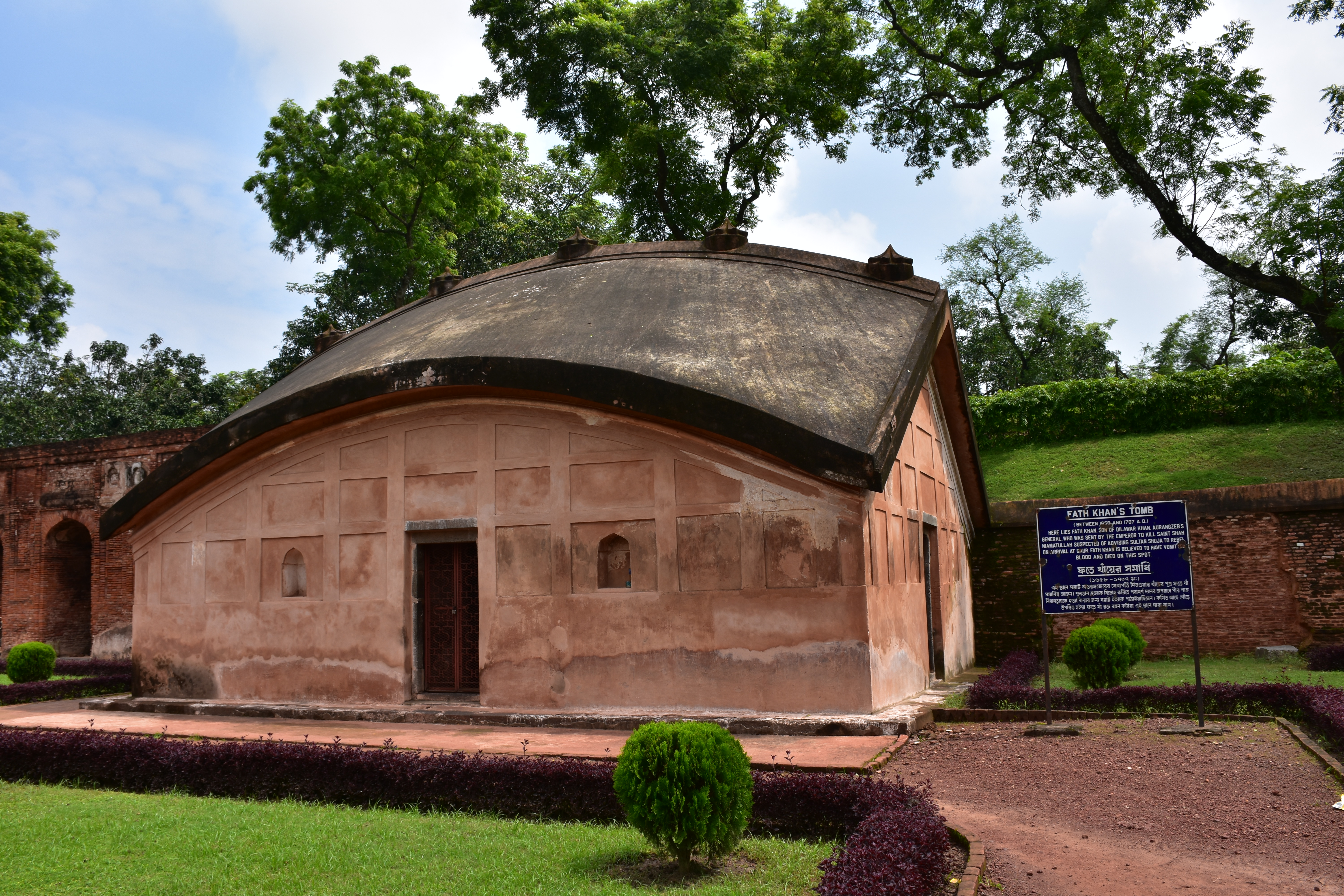
Un mausolée de l'époque du Sultanat
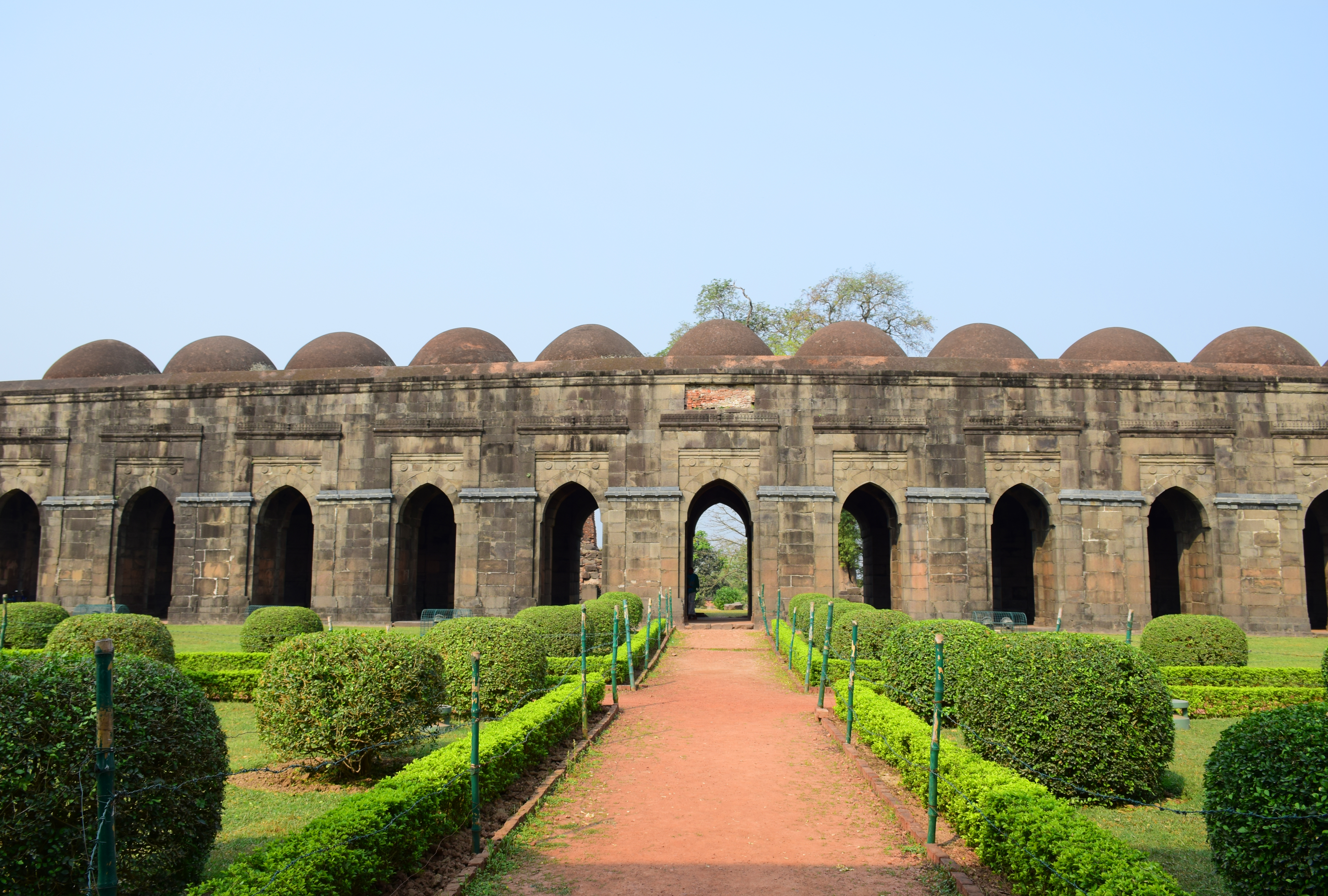
Une mosquée en pierre de l'époque du Sultanat
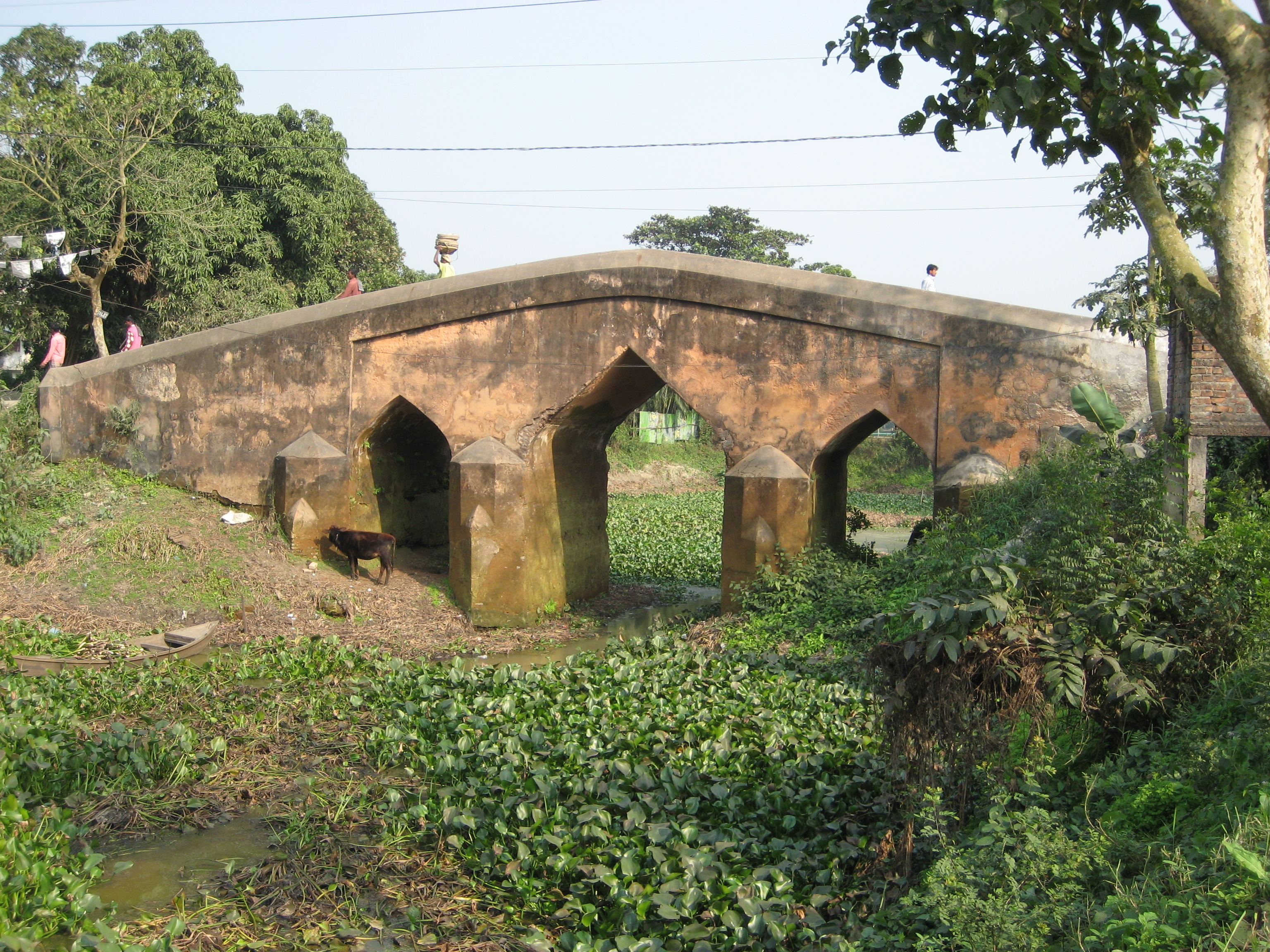
Un pont de l'ère moghole à Sonargaon
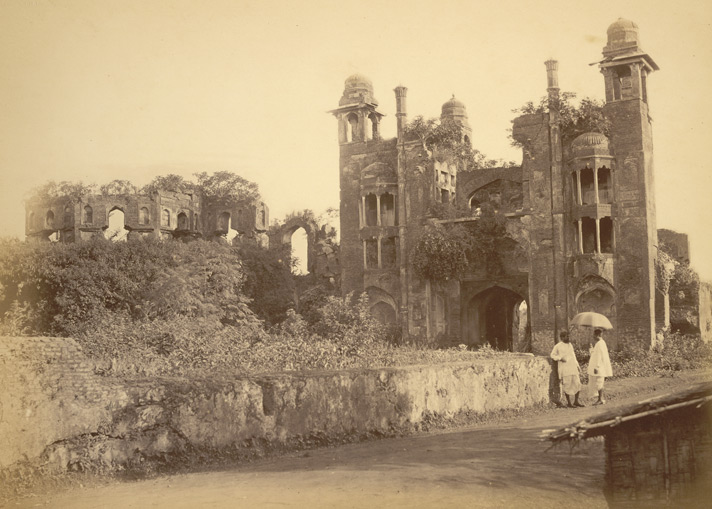
Porte sud-est du fort de Lalbagh en 1875

## Période coloniale britannique

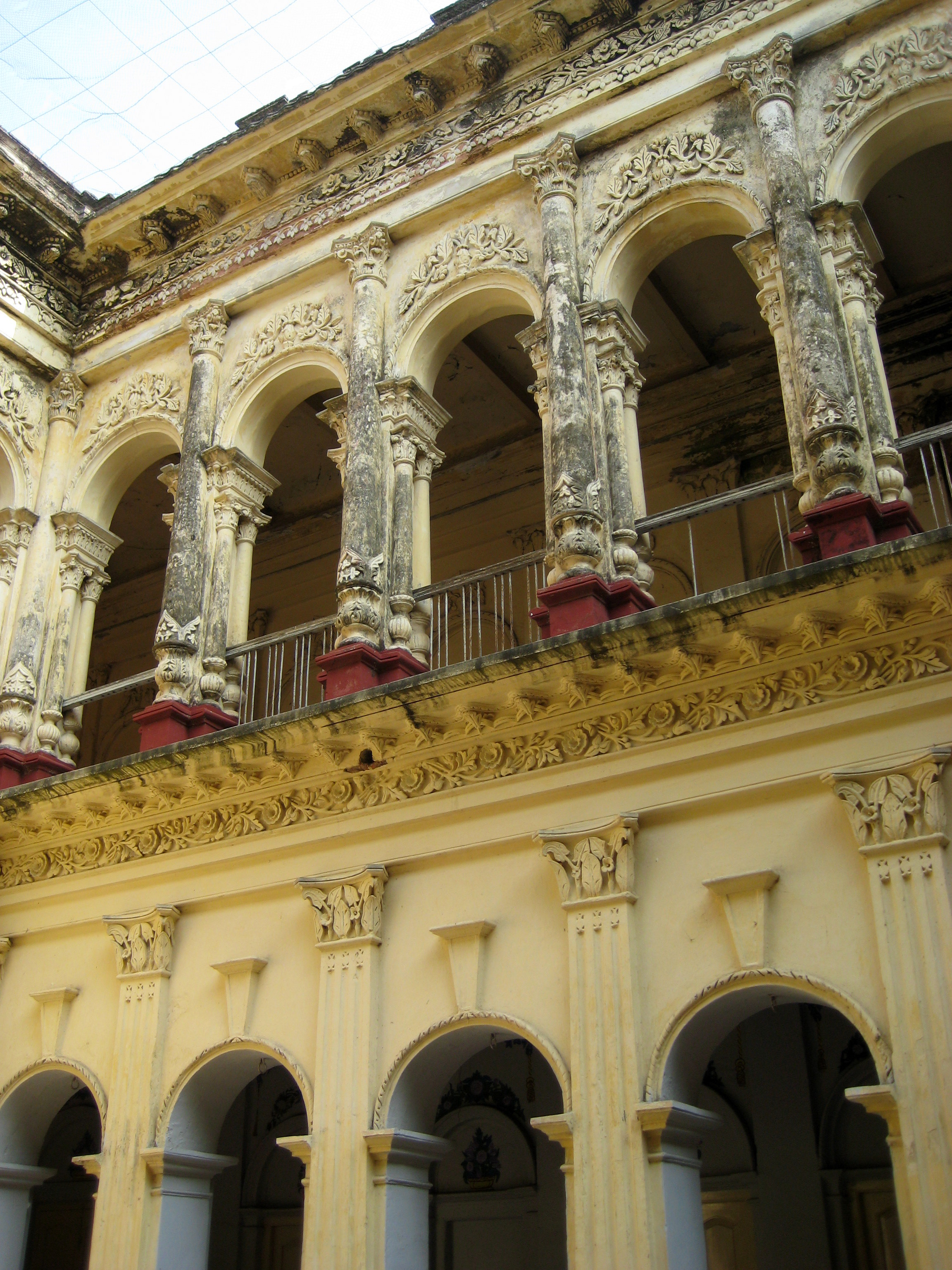
La façade d'une cour dans une maison de ville bengali du XIXe siècle.

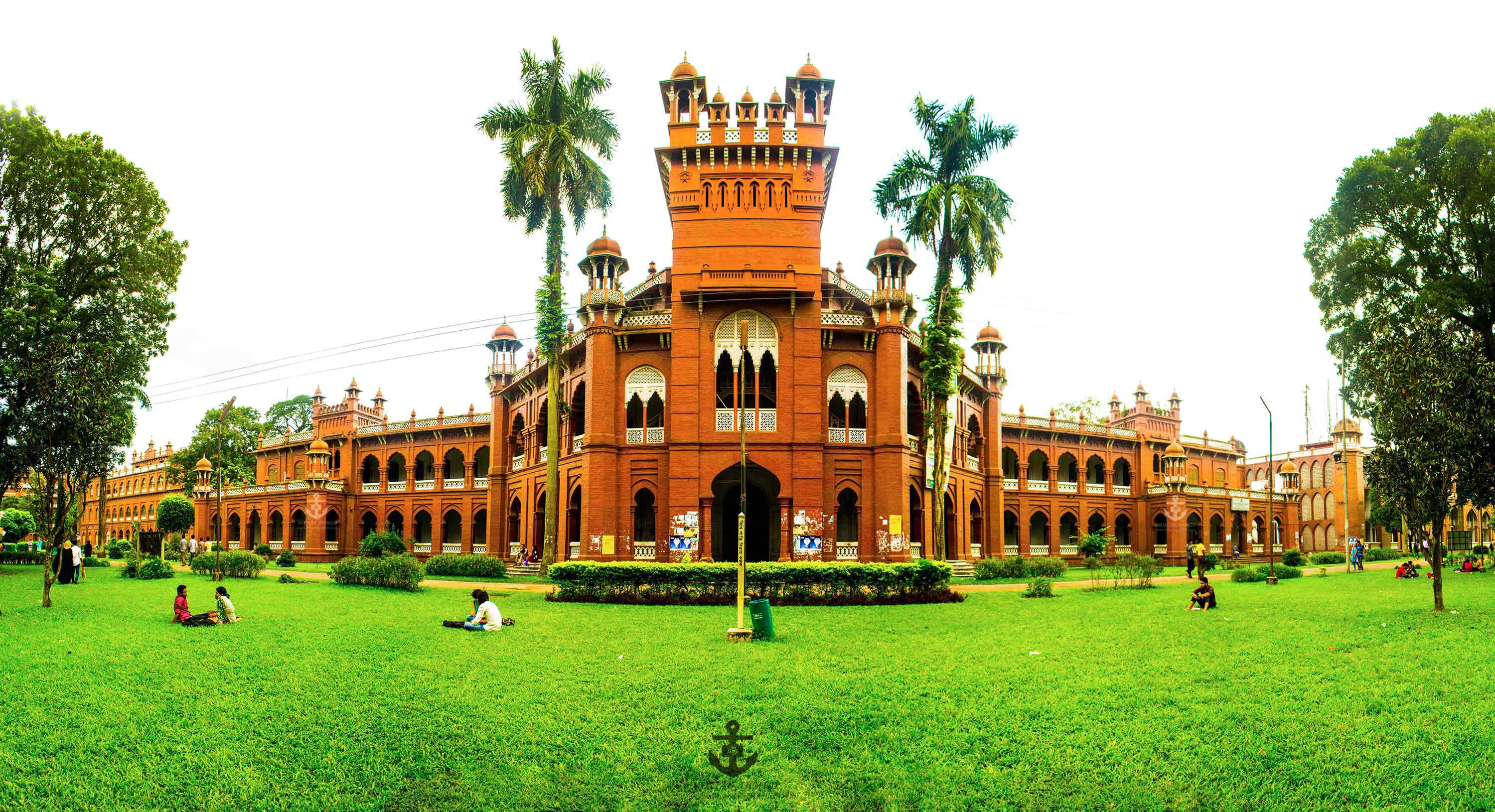
Hall Curzon de l’université de Dacca

La période de domination britannique voit de riches familles bengalies employer des entreprises européennes pour concevoir des maisons et des palais. L’architecture anglo-indienne se répand rapidement dans la région. Alors que la plupart des domaines ruraux comportent un château anglais, les villes de Calcutta, Dacca, Panam et Chittagong ressemblent à Londres, Sydney ou Auckland. Calcutta subit une influence de l’Art déco dans les années 1930.

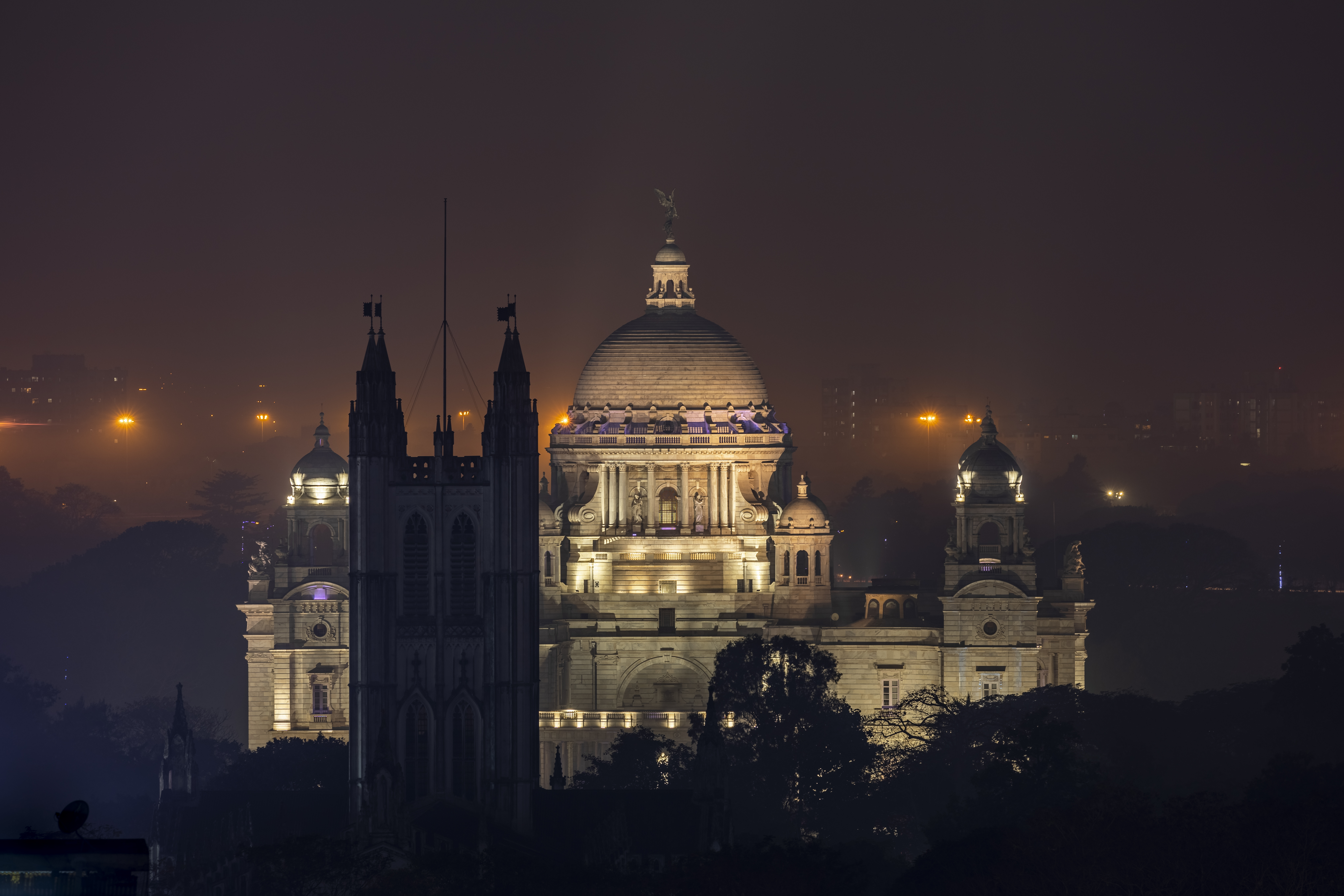
Victoria Memorial est un exemple célèbre d'architecture indo-sarracénique.
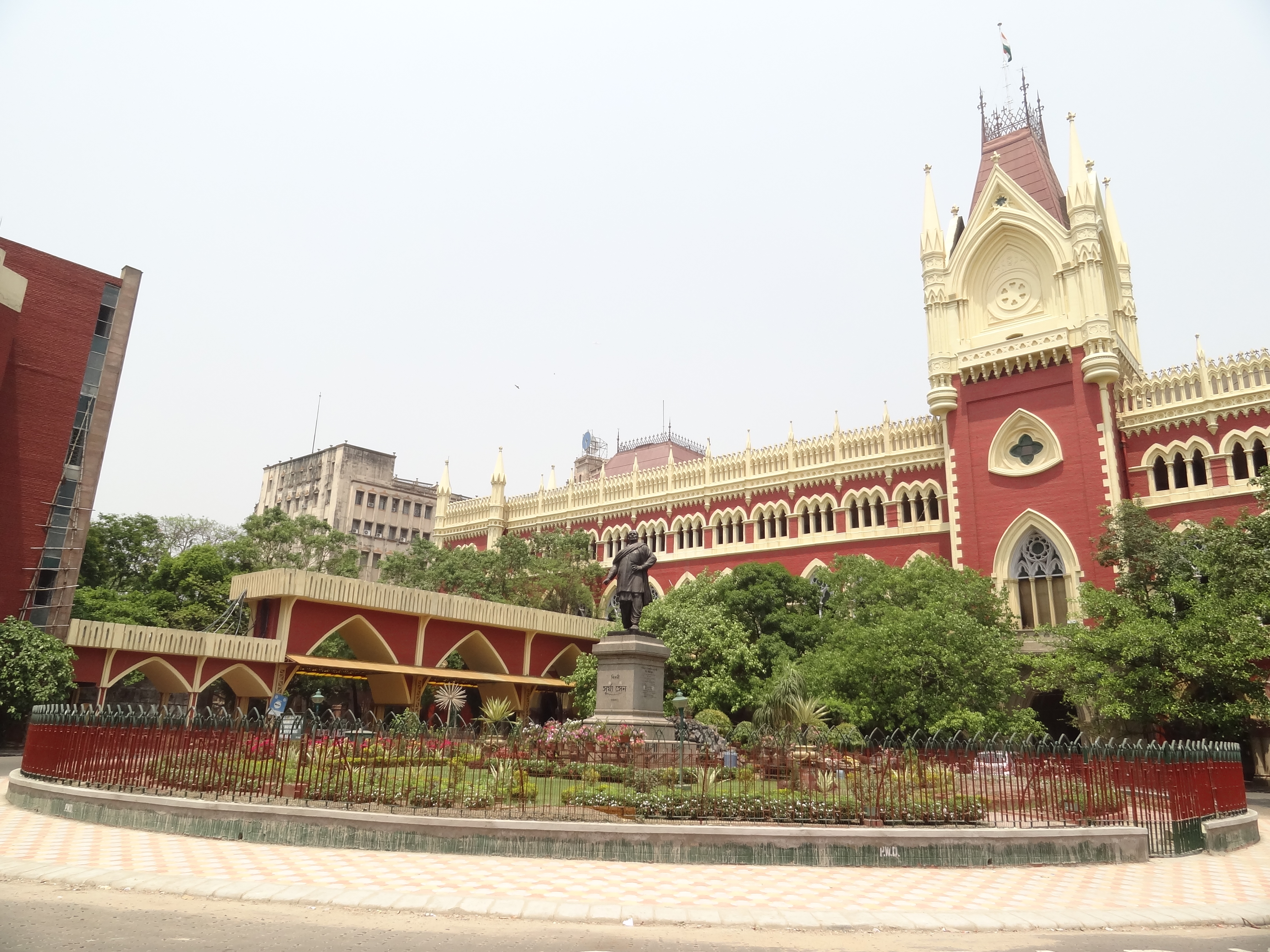
Haute Cour de Calcutta, style gothique
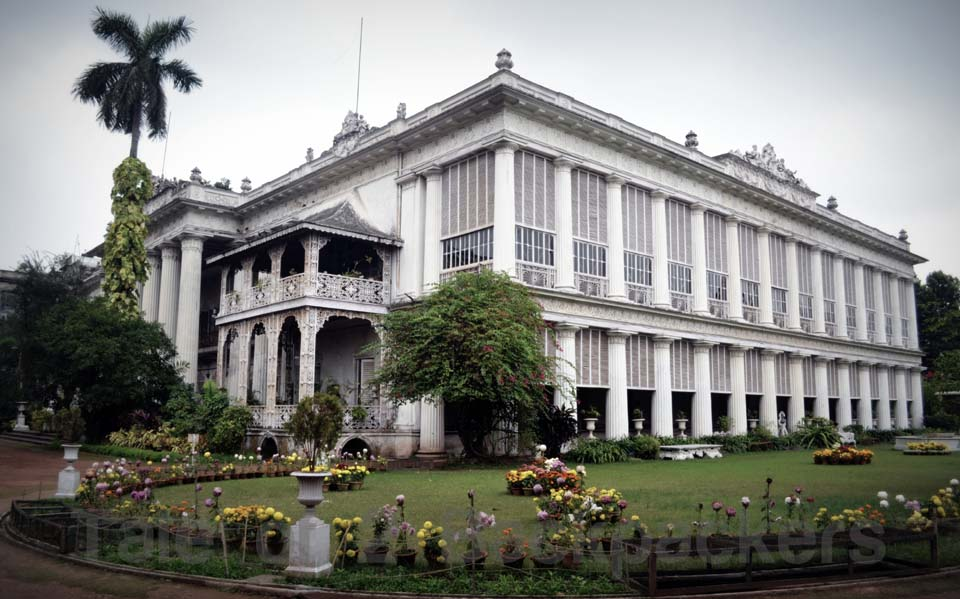
Palais de marbre, Calcutta
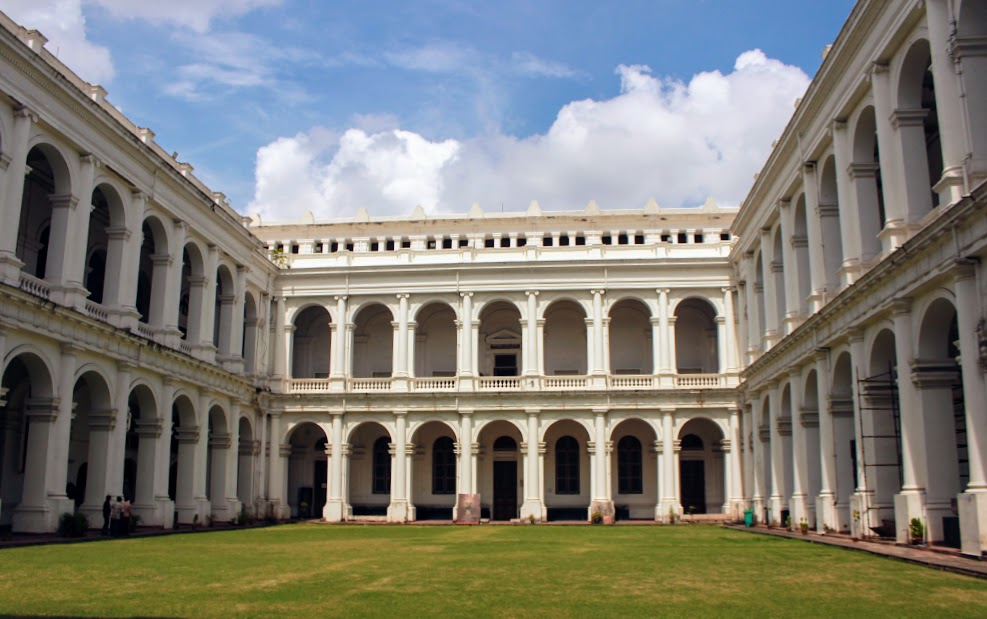
Musée indien, le plus ancien musée du sous-continent, néoclassicisme.
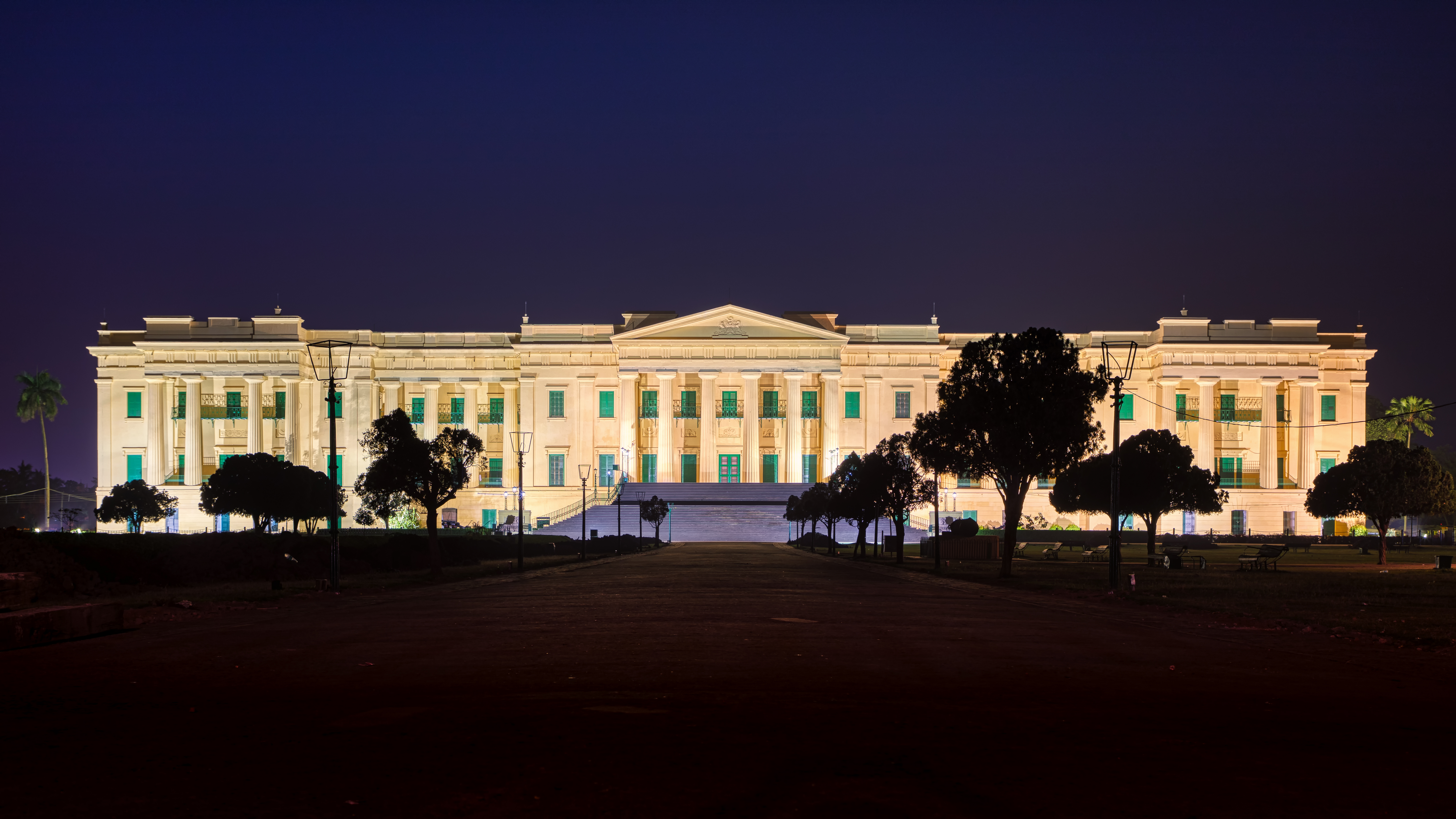
Palais Hazarduari, Murshidabad, style palladien
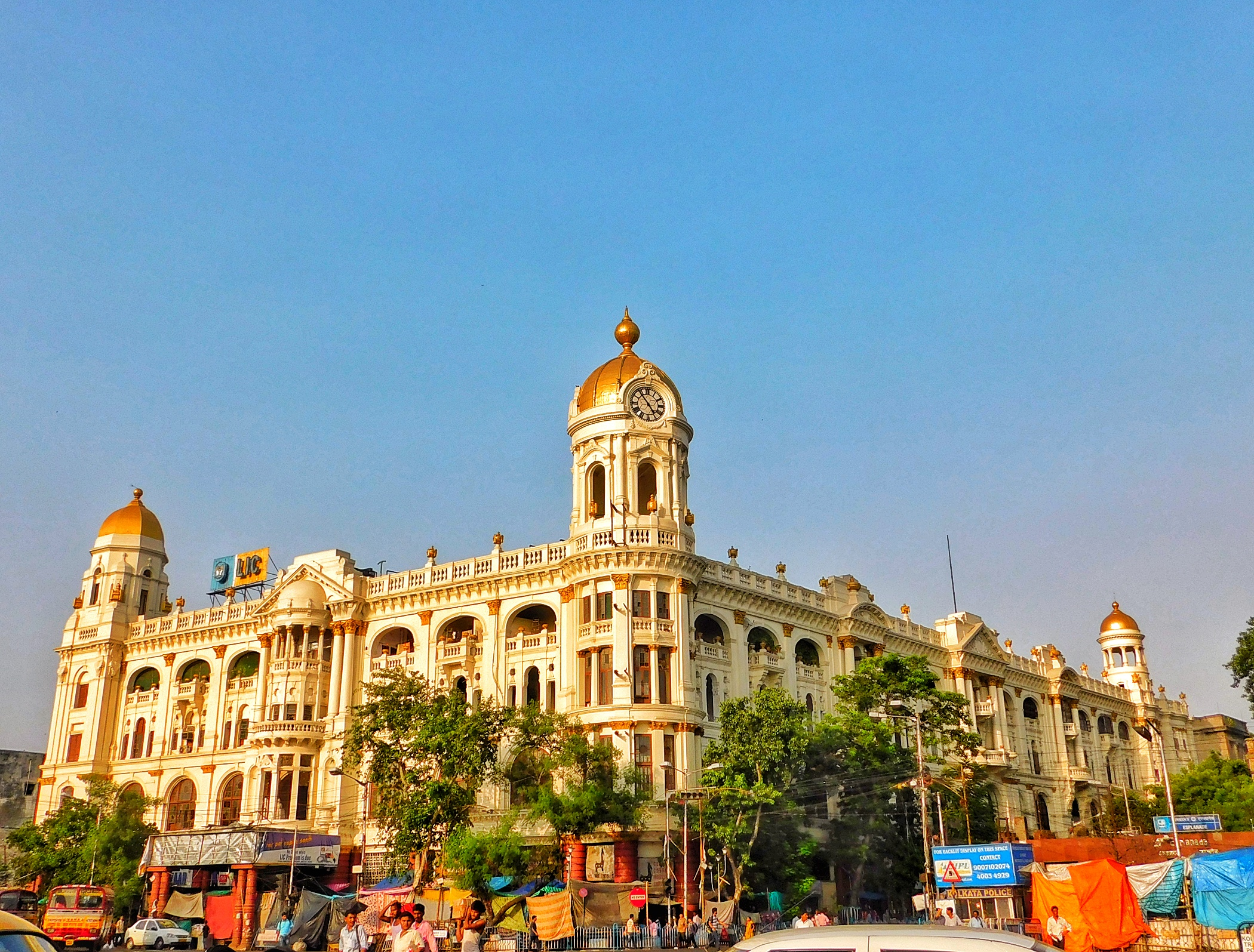
Bâtiment métropolitain, Calcutta
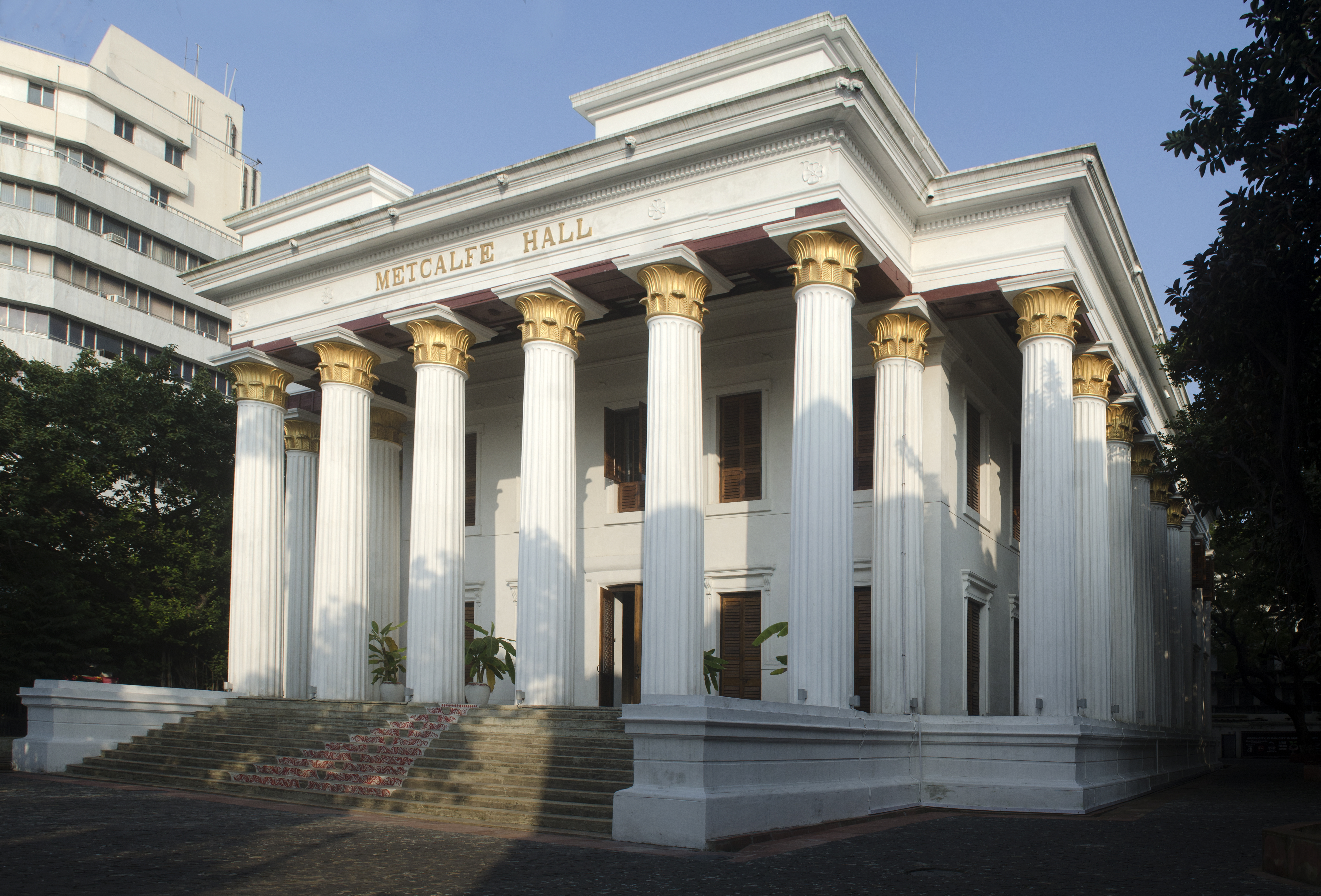
Metcalfe Hall, Calcutta
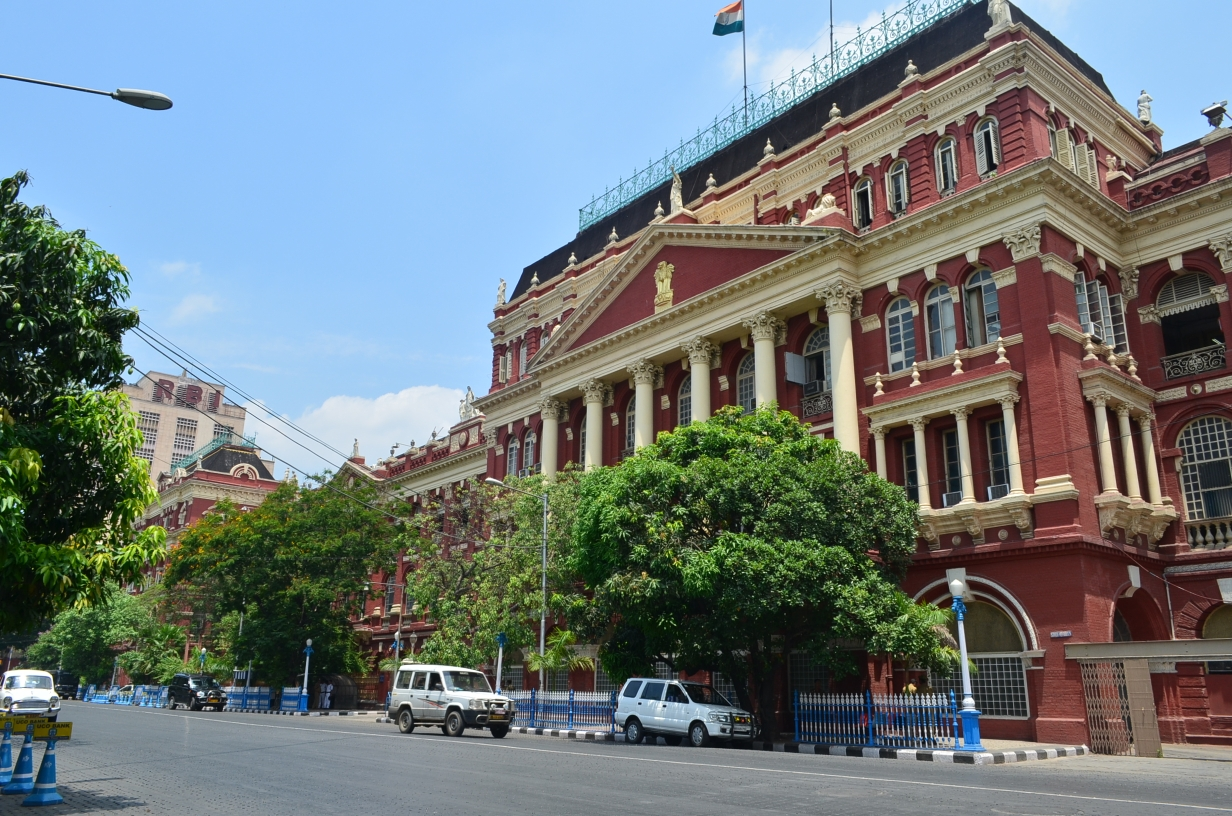
Bâtiment des écrivains, Kolkata, style victorien
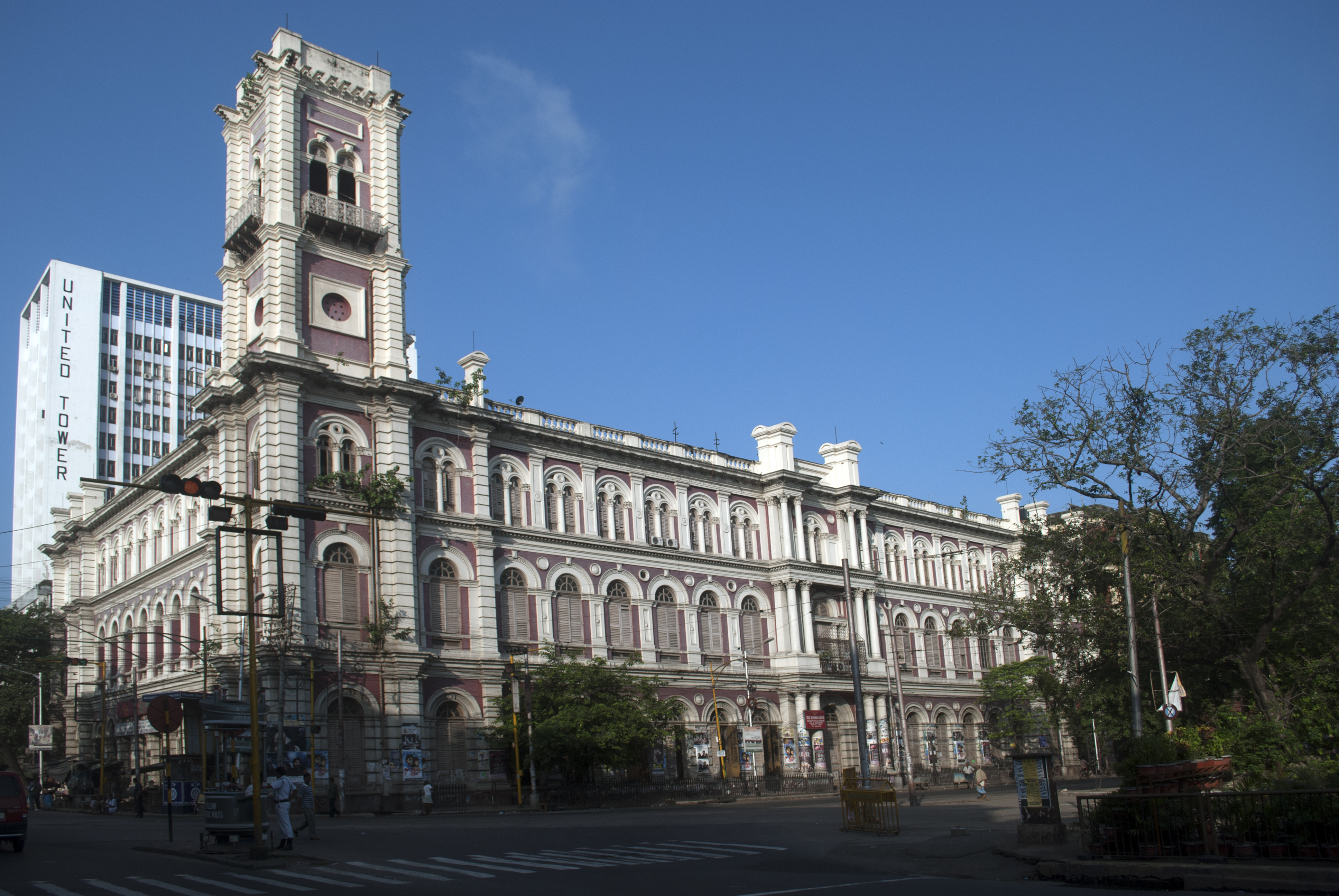
Bureau de contrôle télégraphique, Kolkata, style à l'italienne.
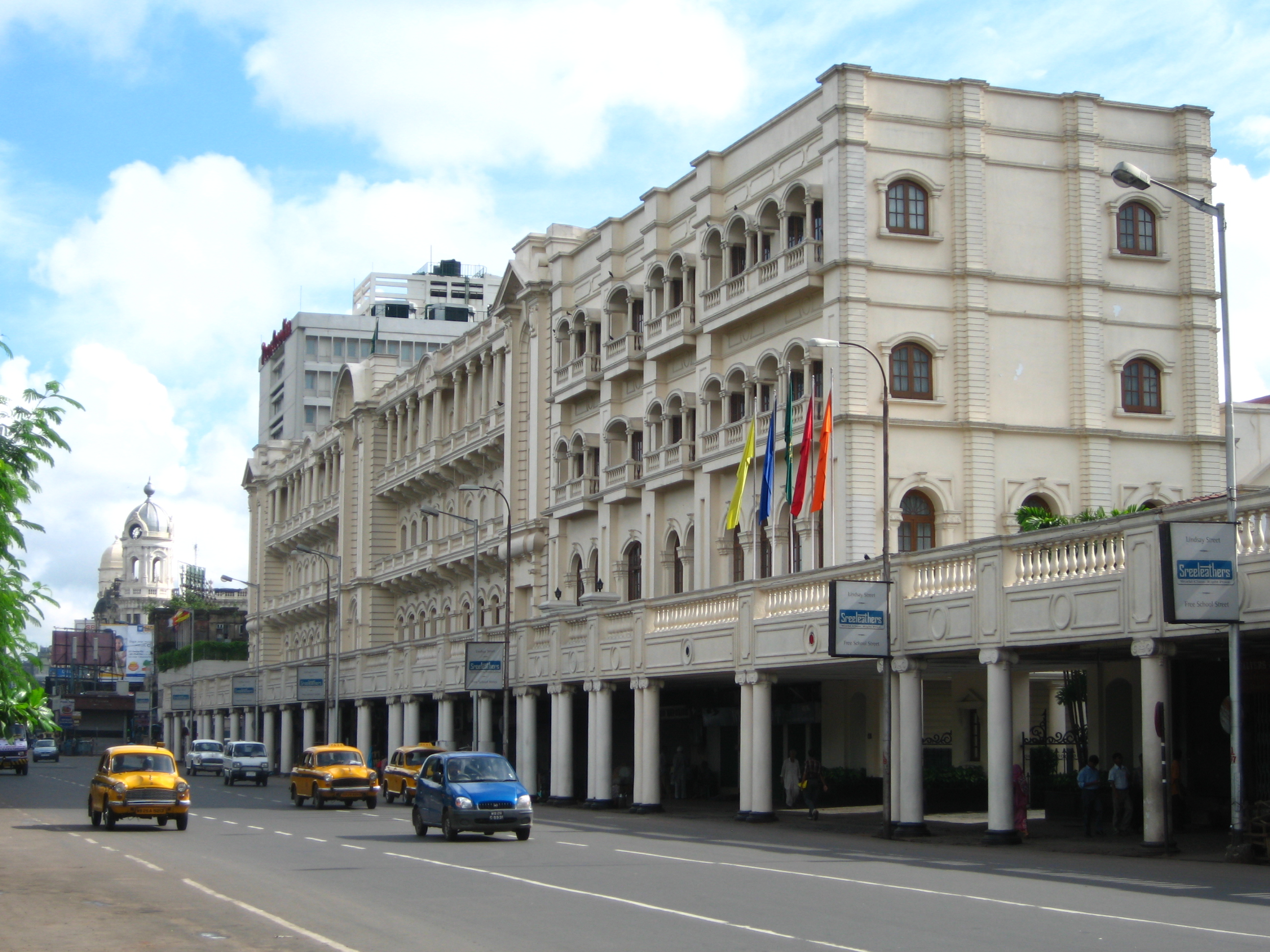
Oberoi Grand Hotel, Calcutta
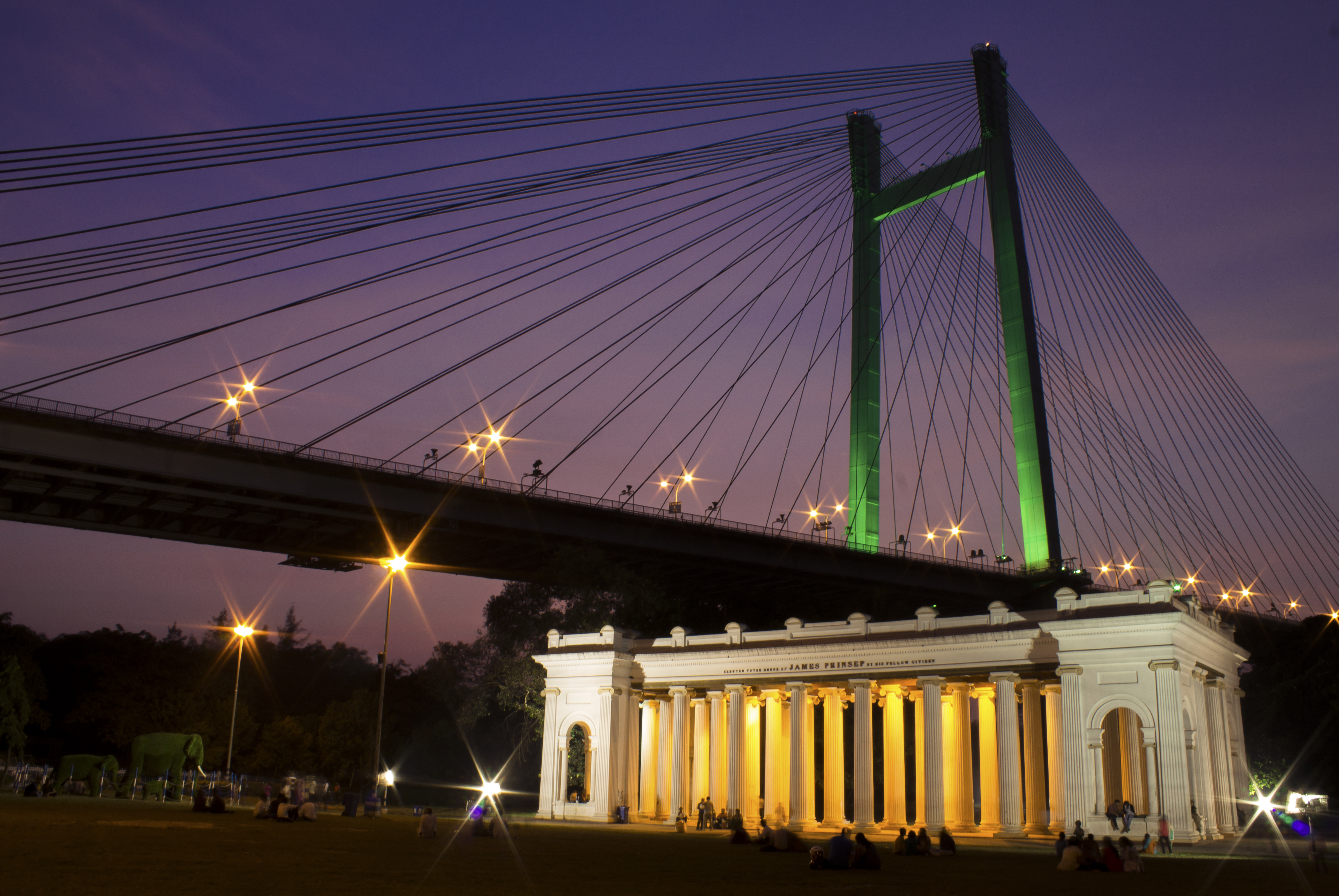
Princep Ghat
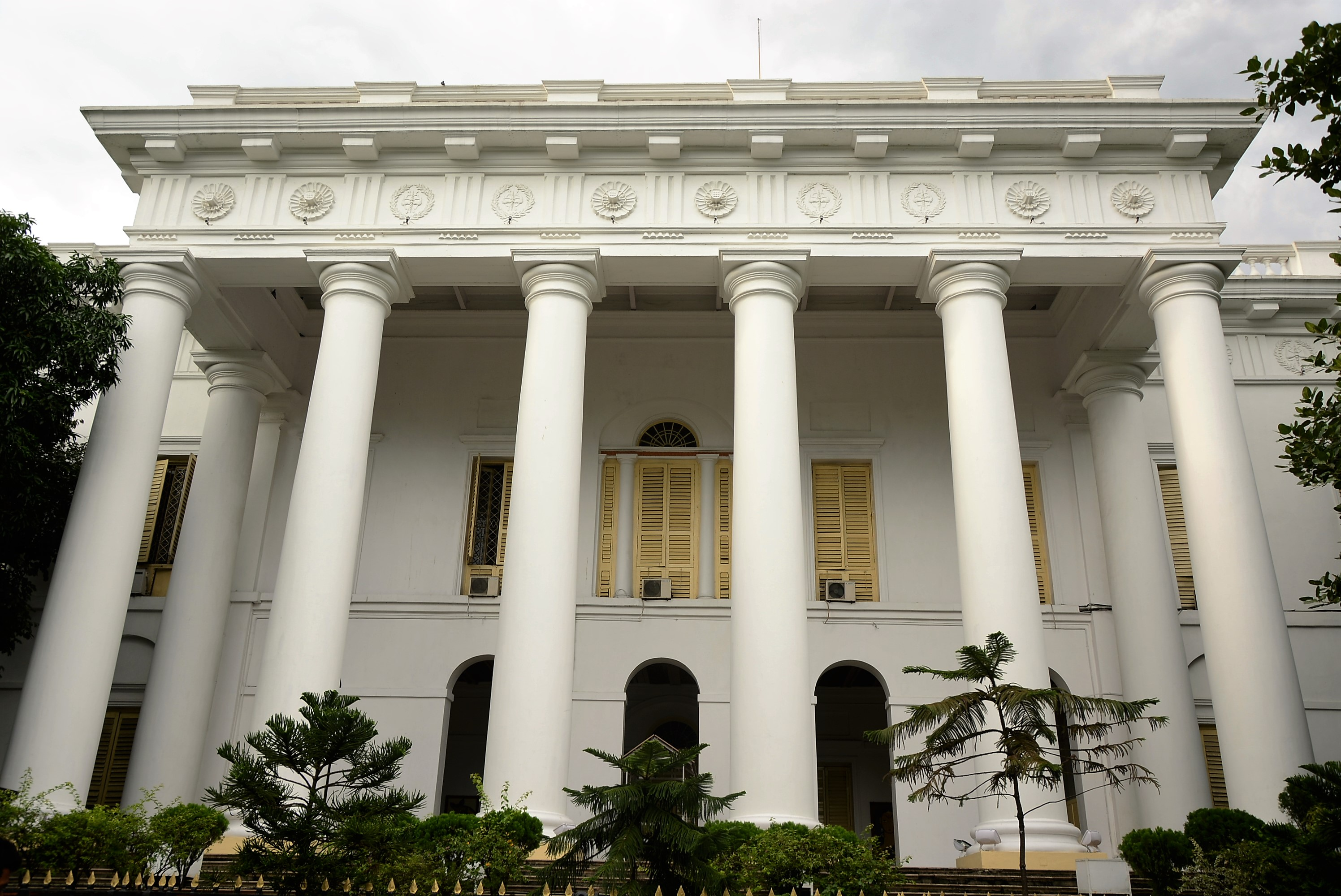
Hôtel de ville, Kolkata, style dorique

### Bungalows

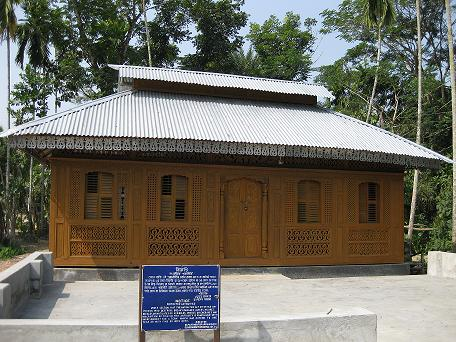
Un bungalow en bois qui sert de mosquée à Momin depuis 1920

L'origine du bungalow trouve ses racines dans l'architecture vernaculaire du Bengale. Le terme baṅgalo signifie « bengali » et est utilisé de manière elliptique pour une « maison de style bengal ».
De telles maisons sont traditionnellement petites, d'un seul étage et isolées, et ont une large véranda. Les Britanniques les utilisent comme maisons pour les administrateurs coloniaux dans les retraites d'été de l'Himalaya et dans les complexes en dehors des villes indiennes. Les maisons de style Bungalow sont toujours très populaires dans le Bengale rural. 

### Art Déco
L'art déco, né après la première guerre mondiale, se répand dans toute l'Inde. L'art déco est également visible dans les bungalows de Calcutta, actuellement détruits et remplacés par des gratte-ciels,.

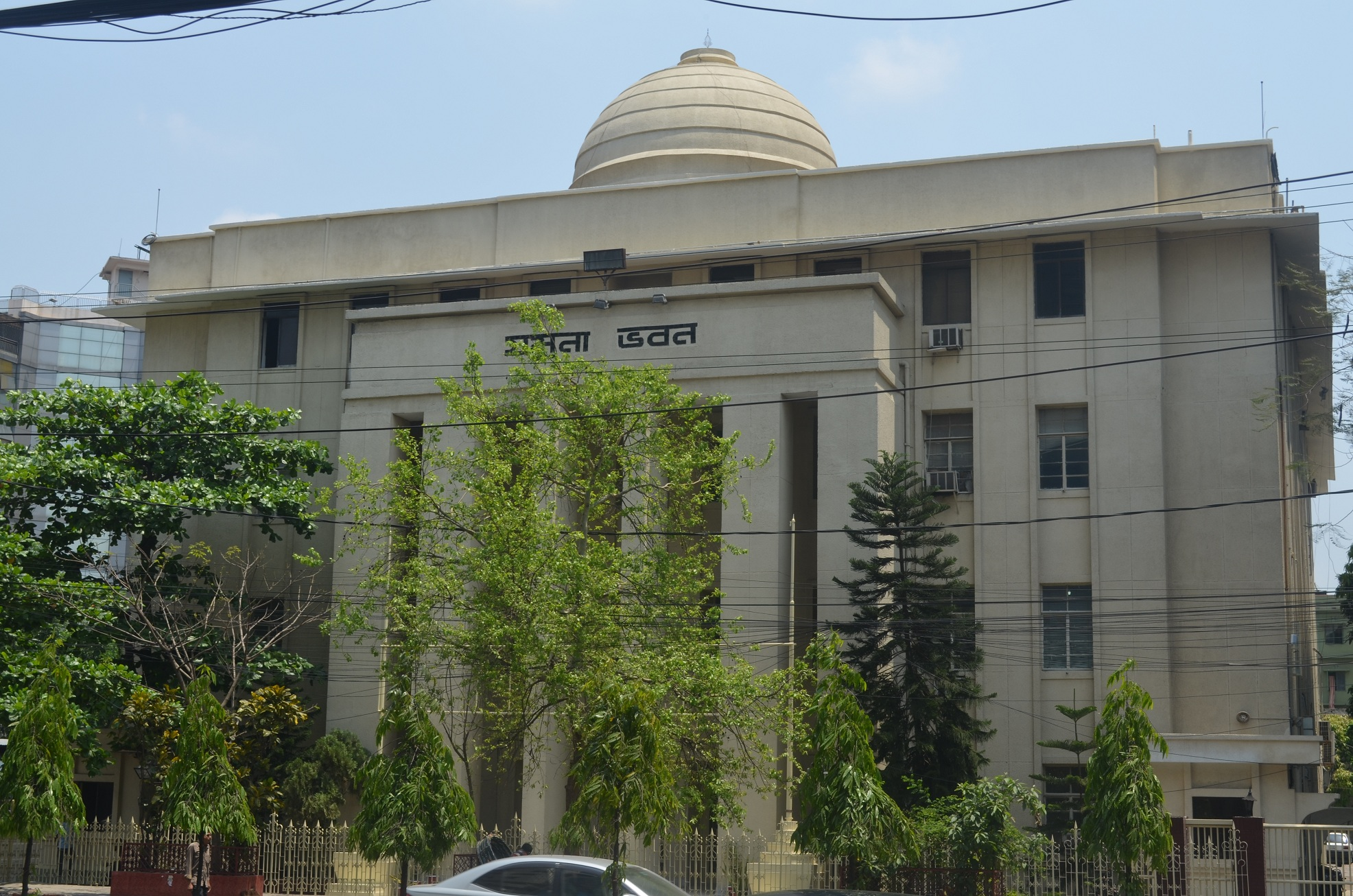
Un bâtiment art déco à Chittagong
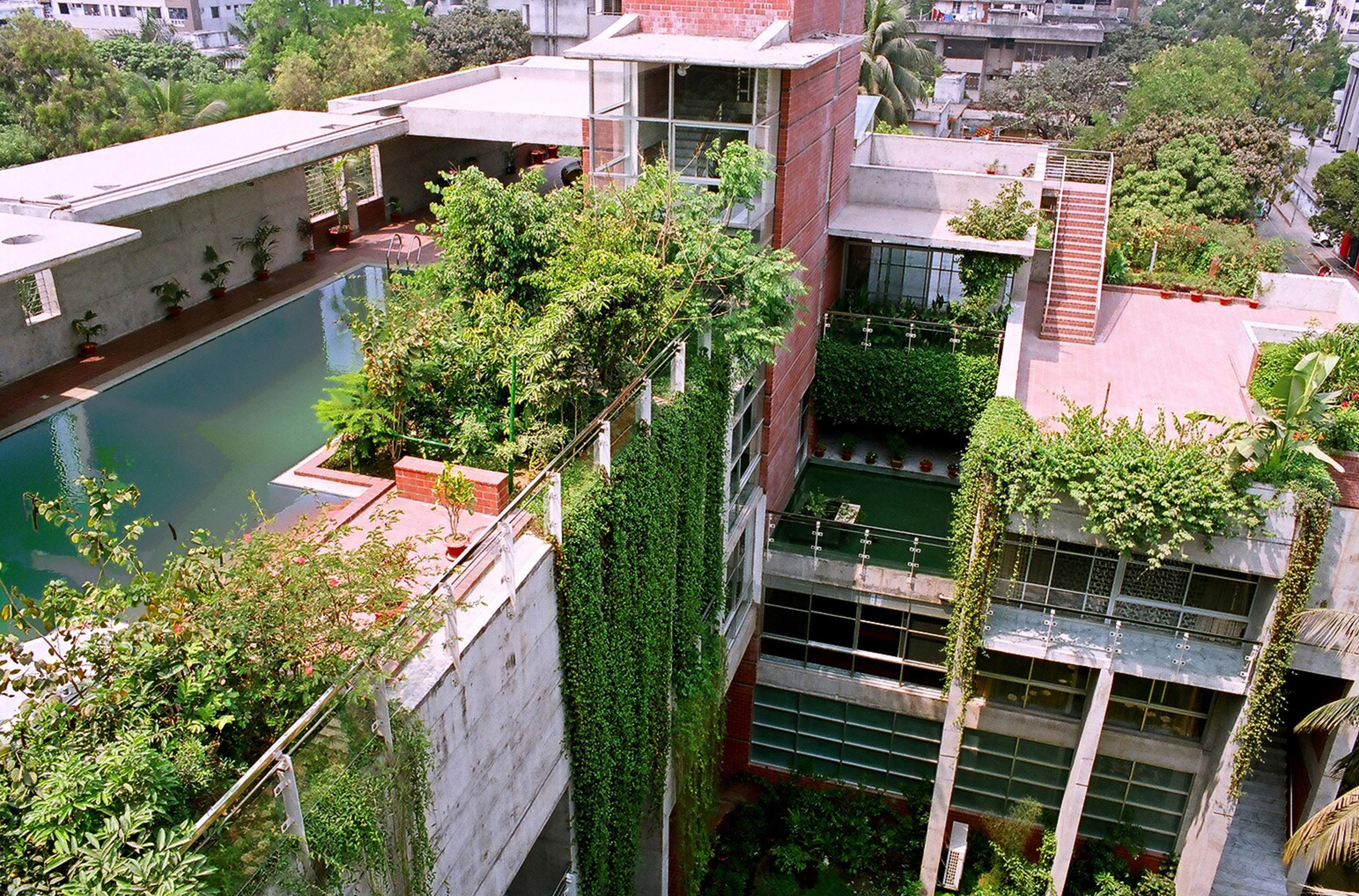
Jardin sur le toit du Bangladesh
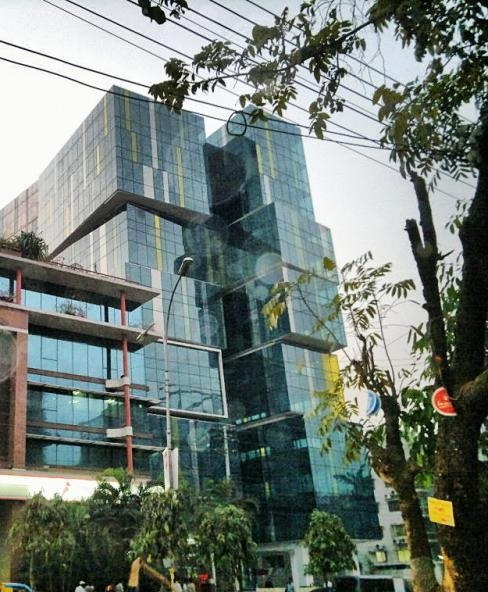
Un bâtiment de style Rubik's cube à Dhaka
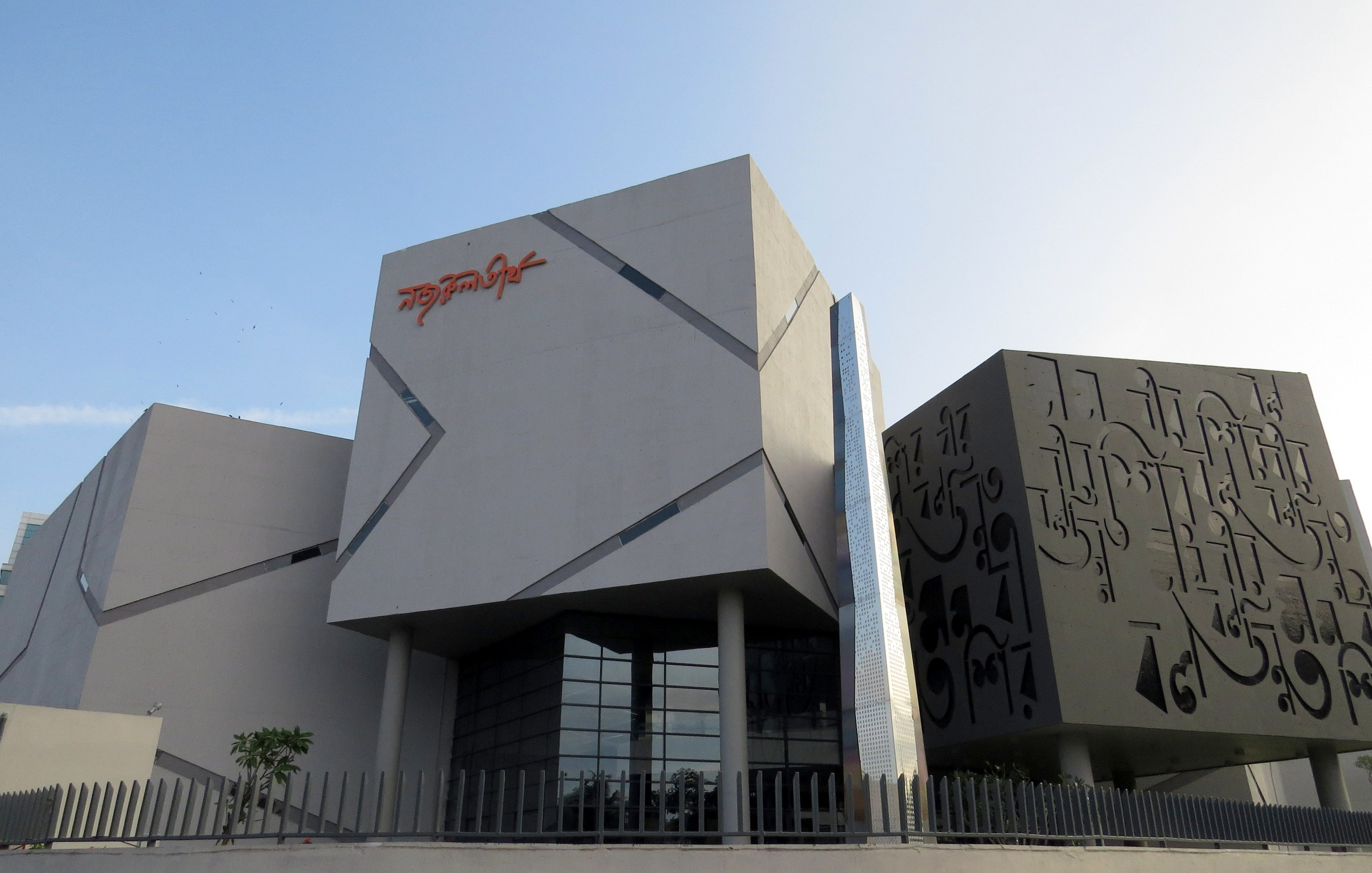
Nazrul Tirtha, Calcutta

En 2015, Marina Tabassum et Kashef Mahboob Chowdhury reçoivent le Prix Aga Khan d'architecture pour leurs conceptions respectives d’une mosquée et d’un centre communautaire, toutes deux inspirées par le patrimoine ancien de la région. 